# Rupnikova linie
Rupnikova linie byla linie stálého opevnění, která byla budována od roku 1926 až do roku 1941 v Jugoslávii, na hranicích s Itálií (též nazývána Západní fronta), od roku 1938 také na nové hranici s Třetí říší a Maďarskem (Severní fronta) a v menší míře na ostatních hranicích. Byla stavěna podle vzoru Československého opevnění a Maginotovy linie. Pojmenovaná je po generálu Leonu Rupnikovi.

## Historie

### Příprava opevňovacích prací
Po skončení první světové války byla Rapallskou smlouvou určena nová hranice mezi Itálií a Královstvím Srbů, Chorvatů a Slovinců. Italové obsadili část někdejšího rakousko-uherského území s většinově slovinským a chorvatským obyvatelstvem (téměř celé Rakouské přímoří, západní část Kraňského vévodství a bývalé dalmatské hlavní město Zadar), ale netajili se ještě většími ambicemi, což vytvářelo mezi dvěma státy už od dvacátých let napětí.
Popud k vytvoření linie opevnění podali francouzští vojenští experti. Roku 1926 byla zřízena komise pro posouzení operačního a taktického významu Západní fronty a komise pro technicko-fortifikační plánování opevnění Západní fronty. V roce 1927 probíhaly první velké přípravné práce u italských hranic v prostoru Vrhnika a v letech 1930 a 1931 přicházejí první úvahy o opevnění hranice s Maďarskem.
Opevňování italsko-jugoslávské hranice však začalo ze strany Italů, kteří už v roce 1931 zahájili výstavbu Alpského valu. Italské napadení Etiopie v roce 1935 jasně ukázalo expanzionistické tendence italského fašistického režimu, což přimělo Jugoslávii uspíšit realizaci vlastního opevnění proti Itálii.
První ucelenou představu o opevňování Západní fronty předložil náčelník hlavního štábu generál Ljubomir Marić v roce 1935. Pro vytváření základní koncepce opevňování byla zřízena Stálá opevňovací komise (Stalna komisija za utvrđivanje) se sídlem v Bělehradu. Avšak největším problémem byla nezkušenost s pevnostní výstavbou a proto se Jugoslávie obracela na konzultanty ve Francii, od roku 1936 i na svého spojence Československo. Čtyři jugoslávští důstojníci v dubnu 1936 navštívili Ředitelství opevňovacích prací, kde měli za úkol seznámit se základním principem opevňování.

### Výstavba opevnění
V roce 1936 byl podle československého vzoru přijat plán opevňování jugoslávských hranic, který nejohroženější úseky Západní fronty přehrazoval těžkým opevněním, které tvořily dělostřelecké tvrze a pěchotní sruby. Pro vyplnění do prostor mezi tyto prostory bylo plánováno polní opevnění a překážky. V červnu 1936 přijali v Československu druhou delegaci z Jugoslávie, která se zaměřila na konstrukci zvonů a střílen. 11. září 1936 dostaly Škodovy závody první poptávku po padesáti pancéřových zvonech pro jugoslávské opevnění, ale vzhledem k plné vytíženosti výrobou pancéřových prvků pro československé opevnění nebyla kapacita na výrobu pro export. 19. května 1937 byl vydán rozkaz k zahájení projekčních prací a 31. srpna byly odevzdány plány opevnění. V červenci 1937 navštívili jugoslávští důstojníci ŘOP v Praze a zajímali se především o takticko-technické parametry československého opevnění a také jim bylo umožněno zhlédnout linie v ŽSV Králíky. Dále v roce 1937 byl ustanoven Štáb velitelství opevňovacích prací (Štab rukovaoca radova za utvrđivanje), který měl za úkol zajišťování výstavby.

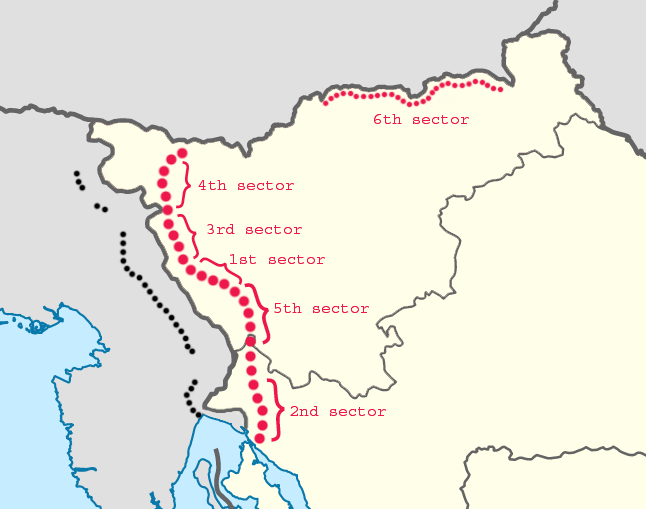
Sektory Rupnikovy linie

Došlo také k rozdělení hranice na pět stavebních úseků a později jako pevnostních úseků (od severu k jihu). Každý úsek měl své velitelství a dále byl rozdělen na podúseky:
- Pevnostní úsek č. 4 Železniki
- Pevnostní úsek č. 3 Škofja Loka
- Pevnostní úsek č. 1 Vrhnika
- Pevnostní úsek č. 5 Cerknica
- Pevnostní úsek č. 2 Sušak

Na počátku roku 1938 přijeli opět na kralický úsek mjr. Vladimír Mazur, plk. Miroslav Opačić, kpt. Milan Koprivec, kpt. Branko Šuster, kpt. Branko Poljanec a kpt. Milan Koprivec, aby si znovu a důkladněji prohlédli technické detaily. Čím více informací o výstavbě opevnění dostávali, tím víc zastávali názory, že jugoslávský průmysl takovou náročnost prvků nezvládne a zda by nebylo výhodnější přejít k výstavbě menších, méně nákladnějších objektů po celé hranici.
13. března 1938, po anšlusu Rakouska, se zde otevřel nový, 322 km dlouhý, úsek na severozápadní hranici Jugoslávie, ohrožený ze strany nacistického Německa. Ihned vzniká pevnostní úsek č. 6 Jesenice-Ptuj, známý také jako Severní fronta. Zatímco západní část severní hranice procházela horským terénem, takže stačilo opevnit pouze několik průsmyků, východní vyžadovala mnohem důkladnější opevnění. Bylo zda navrženo opevnění významných hraničních přechodů Šentilj, Trate a Gornja Radgona s dalšími několika většími i menšími obrannými postaveníme dále ve vnitrozemí. V nejsilněji opevněné oblasti kolem města Maribor činila hloubka obrany až 60 km od hranic do vnitrozemí s celkem osmi obrannými postaveními (z toho třemi hlavními).
18. března byl jmenován velitelem opevňovacích prací divizní generál Lav Rupnik. 21. června 1938 bylo schváleno spojení Severní a Západní fronty. Poté byl vytvořen Opevňovací štáb (Štab za utvrđivanje) se sídlem v Lublani, který převzal upravenou strukturu řízení v rámci šesti pevnostní úseků. Velitelem štábu byl zvolen Lav Rupnik.
V roce 1938 se opět Jugoslávci zúčastňují návštěvy hlavního štábu a vytyčování linie opevnění u Velvar v Československu. S dodávkou materiálu z Československa na jugoslávské opevnění to ale vypadalo špatně, protože ŘOP nestačilo s zásobou vlastních pevností. 29. července požádal armádní generál Ljubomir Marić po Československu vojenský materiál, který ŘOP povolila, avšak žádný materiál se nestihl dodat a po Mnichovské dohodě se alespoň Jugoslávie snažila získat československé odborníky se zkušenostmi na opevnění, avšak nebylo tomu vyhověno.
20. prosince 1938 se na poradě ministra armády a námořnictva rozhodlo o přeorientování stavby opevnění z Italské hranici na hranici s Německem.  V březnu 1939 byl přijat plán opevňování německých a maďarských hranic, na maďarské hranici vznikly nové pevnostní úseky č. 7 Osijek, č. 8 Sombor, č. 9 Subotica, č. 10 Velký kanál, č. 11 Senta a č. 12 Bačko Topolské a Čantavirsko-Pačirské postavení. Mezi úseky č. 6 a č. 7 byla mezera v délce 250 km – v této oblasti totiž tvořila řeka Dráva mohutnou přírodní překážku, doplněnou jen slabším opevněním. Po vstupu italských vojsk do Albánie byly započaty přípravy na opevňování i této 465 km dlouhé hranice. Potřebné finanční prostředky pro rok 1939 – 1942 byly vypočítány na 1,777 miliardy dinárů. Celkově byly potřebné finanční prostředky vyčísleny na 2,330 miliardy dinárů. Vedle pravidelné armády bylo povoláno také 40 000 záložníků, kteří se v rámci vojenského cvičení zapojili do budování opevnění. V roce 1939 se těžiště výstavby soustředilo na severní frontu a opevňování západní fronty se omezilo na objekty zesíleného polního opevnění; byla pozastavena stavba těžkých objektů s výjimkou tvrzí, na nichž pracovaly civilní firmy.
15. ledna 1940 byl jmenován novým náčelníkem hlavního generálního štábu generál Petar Kosić, který vydal rozkaz k přepracování válečných plánů na variantu R-40, která počítala s útokem na Jugoslávii z Německa, Maďarska, Bulharska i Itálie, spoléhala se na spojeneckou pomoc Francie a počítala s dalším posilováním opevnění především na severní hranici. Definitivní plán opevňovacích prací, který byl na počátku roku 1940 předložen hlavnímu generálnímu štábu, plánoval, že v roce 1940 bude postaveno na všech pevnostních úsecích 28 tvrzových a 21 izolovaných těžkých objektů (v pevnostních úsecích č. 1 a 3), 713 malých typových objektů (nejvíce v úsecích č. 8, 9 a 10) a 1410 hnízd všech vzorů. Krátce po schválení válečného plánu R-40 ale Německo porazilo Francii, čímž Jugoslávie přišla o hlavního spojence. Opět se ve velké míře rozběhla výstavba opevnění na Západní frontě, ale ještě v průběhu roku 1940 došlo v zájmu zrychlení výstavby k redukci plánů; byl seškrtán počet plánovaných tvrzových objektů, z tvrzí byly vypuštěny dělostřelecké objekty a na místě tvrzových pěchotních srubů bylo rozhodnuto budovat menší objekty, které by dokázaly zajistit základní bojeschopnost. Zároveň byla odložena výstavba všech těžkých objektů, které dosud nebyly rozestavěny; namísto nich se páteří opevnění měly stát malé typové objekty doplněné kulometnými hnízdy. Předsunutá postavení měla být nadále budována jen na nejohroženějších směrech. Na konci roku 1940 bylo také započato s výstavbou opevnění v přímořských oblastech.
Budování opevnění znamenalo v letech 1938–1941 velký ekonomický přínos pro místní obyvatele v pohraniční oblasti, kteří našli práci na stavbě pevností, ale také poskytovali ubytování a stravování tisícům dělníků. Přelom roku 1940/1941 byl obdobím největší aktivity ve stavební činnosti. Na budování pevnostních linií pracovalo 60 000 vojáků i civilistů (oproti 30 000 v roce 1939).
Politický vývoj byl ale neúprosný a Jugoslávie, jež se dosud snažila ozbrojenému konfliktu vyhnout, se ocitla v bezvýchodné situaci. Německo a Itálie vyvíjely nátlak na přistoupení Jugoslávského království k Paktu tří, což někteří představitelé Slovinců a Chorvatů podporovali, zatímco Srbové v čele s premiérem Dragišou Cvetkovićem to odmítali. Přitom však bylo zřejmé, že Jugoslávie nemůže v případě útoku očekávat jakoukoli spojeneckou pomoc. Schvalovalo se k válečnému konfliktu, a tak začátkem března 1941 ministr rozhodl o ukončení činnosti opevňovacího štábu i štábů hlavního pracovního velitelství a přemístění velitelů dle mobilizačních směrnic. Nedokončené pevnosti Rupnikovy linie byly obsazeny, k rekrutům se v posádkách přidali záložníci povolaní z bezprostředního okolí opevněné linie.
V beznadějné situaci, kdy byla země obklopena nepřáteli (všichni její sousedé vyjma Řecka se ocitli v táboře mocností Osy) nakonec jugoslávská vláda i přes odpor armády podepsala 25. března 1941 dohodu o přistoupení Jugoslávie k Paktu tří. Tím zdánlivě nebezpečí ozbrojeného konfliktu pominulo, takže začala deaktivace opevnění a propouštění záložníků z posádek. Spojenectví s nacistickým Německem se ale setkalo se značným odporem, a tak o dva dny později, 27. března, proběhl vojenský puč, který proněmeckou vládu svrhl. Nová vojenská vláda orientující se na spojenectví s Velkou Británií se snažila získat čas, a tak ujišťovala Německo, že podepsaná dohoda platí, přesto bylo zřejmé, že německá odveta brzy přijde. Jugoslávská vláda přesto doufala, že se podaří dosáhnout dohody nebo že německé přípravy na útok budou trvat alespoň několik týdnů, a tak se dopustila osudové chyby, že ve snaze nevyprovokovat Hitlera předčasně rozhodla 29. března o vyhlášení nikoli všeobecné, ale skryté mobilizace, a tak do německého útoku nebyla armáda v plné bojové pohotovosti (ve skutečnosti rozzuřený Adolf Hitler hned 27. března vydal rozkaz vydal rozkaz k co nejrychlejšímu útoku a zničení Jugoslávie jako státu).
31. březn 1941 byl vydán výnos o zrušení opevňovacího štábu, čímž snahy o vybudování pevnostního systému v Jugoslávii skončily.

### Opevnění za války
Rupnikova linie byla na rozdíl od československého opevnění skutečně využita ve válce, pro kterou byla stavěna. Německá reakce na vojenský puč na sebe nenechala dlouho čekat a na Květnou neděli 6. dubna v ranních hodinách začala bez vyhlášení války invaze Německa, Itálie a Maďarska do Jugoslávie – Dubnová válka. Navzdory varování rozvědky přišel útok jako překvapení. Armáda byla dosud v procesu skryté mobilizace, a tak jediné, co stálo útočníkům v cestě, byly jednotky pohraniční stráže a posádky opevnění Rupnikovy linie.

#### Boje o Rupnikovu linii
Opevnění na Severní frontě dokázalo v některých místech zbrzdit postup Němců. Například v prostoru Dravogradu opevnění na tři dny zastavilo postup nepřítele, který měl desetinásobnou přesilu, úspěšně se drželi také obránci horských průsmyků v Jezersku a Ljubelji v Karavankách. Pouze v prostoru Kozjaku a údolí Pesnice se útočníkům po celodenních bojích podařilo prolomit dvě obranná postavení, ale i tam obránci stále drželi tři další obranná postavení, včetně nížiny Dravsko polje, která byla nejsilněji opevněnou oblastí celé Severní fronty. Průlomy v jiných částech fronty však po několika dnech přinutily obránce stáhnout se a opevněnou linii opustit, takže tři obranná postavení Rupnikovy linie padly německému vojsku do rukou bez výstřelu. Poslední obránci Severní fronty Rupnikovy linie se drželi v prostoru Dravského polje a vrchoviny Haloze, ale byli poraženi při německém útoku 10. dubna.
Úspěšná byla obrana na nejsilněji opevněné Západní frontě, kde sama existence linie opevnění odradila italskou armádu od jakéhokoli koordinovaného útoku (přestože Italové měli až desetinásobnou přesilu a díky své vojenské rozvědce velmi dobrý přehled o situaci jugoslávských pevností). Útok v oblasti Hotedršice byl snadno odražen, obránci Rupnikovy linie podnikli i několik protiútoků a dokonce se podařilo vzít do zajetí několik italských vojáků. Jediný větší útok podnikli v noci ze 7. na 8. dubna na horu Blegoš, ten je ale hodnocen jako pošetilý a také byl úspěšně odražen. U Cerkna při jugoslávském protiútoku dokonce padlo předsunuté postavení Alpského valu. Podle odborníka na fortifikace ve Slovinsku Alexandra Jankoviče-Potočnika tedy Západní fronta Rupnikovy linie úspěšně splnila svůj účel, neboť spíše než úspěšná obrana je hlavním úkolem každé pevnosti odradit nepřítele od toho, aby vůbec zaútočil. Také vojenský historik Aleš Zelenko uvádí, že navzdory celkově špatnému výkonu v boji dokázala Rupnikova linie především ve Slovinsku, kde byla skutečně soustavně vybudována, na většině míst zdržet postup nepřítele na několik dní, čímž více méně splnila svůj hlavní účel: dát armádě v zázemí dost času na plnou mobilizaci. Postup Němců ze severovýchodu k Záhřebu (kterému pomohly akce chorvatských nacionalistů sympatizujících s Němci) ale hrozil obklíčením pevnostní linie a útokem i z týlu, takže byl už 7. dubna večer vydán rozkaz bojeschopným jednotkám postupně se stáhnout k jihu. Do 11. dubna byla celá opevněná linie Západní fronty vyklizena a Italové tak 13. dubna slavnostně „dobyli“ opuštěné pevnosti. 
Poměrně úspěšná byla po několik dní i obrana proti Maďarsku v prostoru Bačky a Baranje, ale také zde se v důsledku vývoje na jiných bojištích musely jugoslávské jednotky stáhnout, a tak mezi 11. a 13. dubnem padlo Maďarům pevnostní pásmo do rukou bez většího odporu. 
Jako osudné pro obranu Jugoslávie se ukázalo podcenění stavby opevnění na jihovýchodě, na hranici s Bulharskem a Rumunskem (zde byly vybudovány pouze lehké uzávěry důležitých komunikací tvořené kulometnými hnízdy). Hlavní německý útok totiž směřoval právě odsud, s cílem odříznout jugoslávské armádě ústupovou cestu na jih ke spojeneckému Řecku. První obranné postavení zde padlo během několika hodin, druhé bylo prolomeno ještě téhož dne odpoledne. 7. dubna prolomili útočníci poslední obranná postavení a dostali se hluboko do vnitrozemí Makedonie. Průnik německé armády do nitra Jugoslávie pak učinil další obranu pevnostních pásem neudržitelnou a po několika dnech poslední obrany v horách Bosny a Hercegoviny Jugoslávie kapitulovala 17. dubna 1941.

#### Okupace

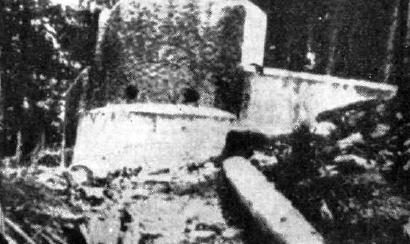
Bunkr na hoře Blegoš, který v roce 1942 bránila skupina partyzánů, jimž se pak podařilo beze ztrát stáhnout

Po porážce Jugoslávie bylo území Slovinska rozděleno mezi Itálii a Německo. V Italské okupační zóně (jižní část Západní fronty Rupnikovy linie) byly pevnosti systematicky ničeny, aby se znemožnilo jejich využití pro ozbrojený odpor a také pro získání cenného železa; velká část objektů byla kompletně odstřelena výbušninami, dalším byly většinou vytrhány střílny. 
Naproti tomu Němci pouze provedli standardní analýzu opevnění, podobně jako u jiných dobytých fortifikačních systémů. U několika objektů uskutečnili zkoušky odolnosti a procvičovali na nich dobývání pevnostních linií, ale jinak se linie opevnění v německé okupační zóně (tj. sever Západní fronty a celá Severní fronta) zachovalo ve velmi dobrém stavu. Německé hodnocení Rupnikovy linie je dosti špatné: většinu konstrukcí objektů zhodnotili jako špatné, některé jako poměrně kvalitní, ale za hlavní problém Rupnikovy linie považovali nedostatečnou provázanost objektů do celistvého systému. Celkově zhodnotili Rupnikovu linii jako asi nejhorší z dobytých pevnostních systémů.
V pozdější fázi války sloužily některé objekty v horském terénu jako základny partyzánů. Tomu se okupační úřady snažily zabránit zazdíváním vchodů, ale tato opatření neměla velký význam.

### Poválečný vývoj
Po skončení války začala objekty opevnění znovu využívat jugoslávská armáda. Západní fronta se kvůli posunutí hranic s Itálií ocitla hluboko ve vnitrozemí, a proto ztratila strategický význam. Severní fronta však byla koncem čtyřicátých let reaktivována a mnoho objektů bylo opraveno nebo doplněno novými prvky, jako jsou dodatečně přistavěné protiatomové vstupní chodbičky (podobně jako u některých objektů československého lehkého opevnění na jihozápadní hranici). Ve stejné době probíhala i výstavba nových objektů – bylo postaveno několik kulometných hnízd a dělostřeleckých baterií, které konstrukčně navazovaly na své předválečné vzory, ale po krátké době bylo od další výstavby opevnění upuštěno. Poslední vojenské využití opevnění nastalo v 90. letech 20. století během války v Jugoslávii, kdy byly některé zachovalé pevnůstky obsazeny vojenskými jednotkami.
Po mnoho desetiletí zůstala Rupnikova linie zcela zapomenuta. Ještě na přelomu 20. a 21. století líčí Miloš Habrnál v publikaci "Rupnikova linie" a ostatní jugoslávská opevnění z let 1926-1941 tristní stav, kdy opevnění trpí naprostým nezájmem a neznalostí místního obyvatelstva, jež vedou k neustálé likvidaci dalších objektů (v kontrastu s československým opevněním, kde už od 90. let byly desítky objektů lehkého a těžkého opevnění rekonstruovány na muzea).

### Současnost
Během následujících deseti let se ale situace v mnohém změnila k lepšímu. Od roku 2004 vychází odborná literatura o Rupnikově linii i ve slovinštině. Tvrz Goli vrh byla v roce 2011 prohlášena za kulturní památku a zpřístupněna místním turistickým spolkem. Zabezpečení a příležitostného zpřístupnění se dočkala také tvrz Žirovski vrh. V okolí obce Zaplana vznikla naučná stezka po linii opevnění s mnoha naučnými tabulemi, které představují stojící objekty i připomínají objekty zničené během italské okupace. Na několika místech se pořádají komentované prohlídky po úsecích Rupnikovy linie, včetně rozestavěných tvrzí.
V porovnání se Západní frontou je na Severní frontě Rupnikova linie dosud relativně neznámá, ale i zde vznikají první iniciativy na rekonstrukci, například v místní části Ruperče obce Malečnik u Mariboru, kde místní nadšenec opravil jedno kulometné hnízdo MG.

## Typy objektů
Typologie objektů Rupnikovy linie se podle různých zdrojů liší. V české literatuře je ale zavedeno rozdělení vycházející z původní typologie v době výstavby, která opevnění dělí do tří hlavních kategorií: zesílené polní opevnění (kulometná hnízda PMG a MG, protitanková hnízda), malé typové objekty (převážně s kulometnou výzbrojí) a těžké typové objekty (pěchotní sruby, izolovaný dělostřelecký srub, dělostřelecké pozorovatelny, úkryty a tvrze). Zesílené polní opevnění je někdy označováno jako lehké opevnění a malé typové objekty jako střední opevnění.

### Zesílené polní opevnění

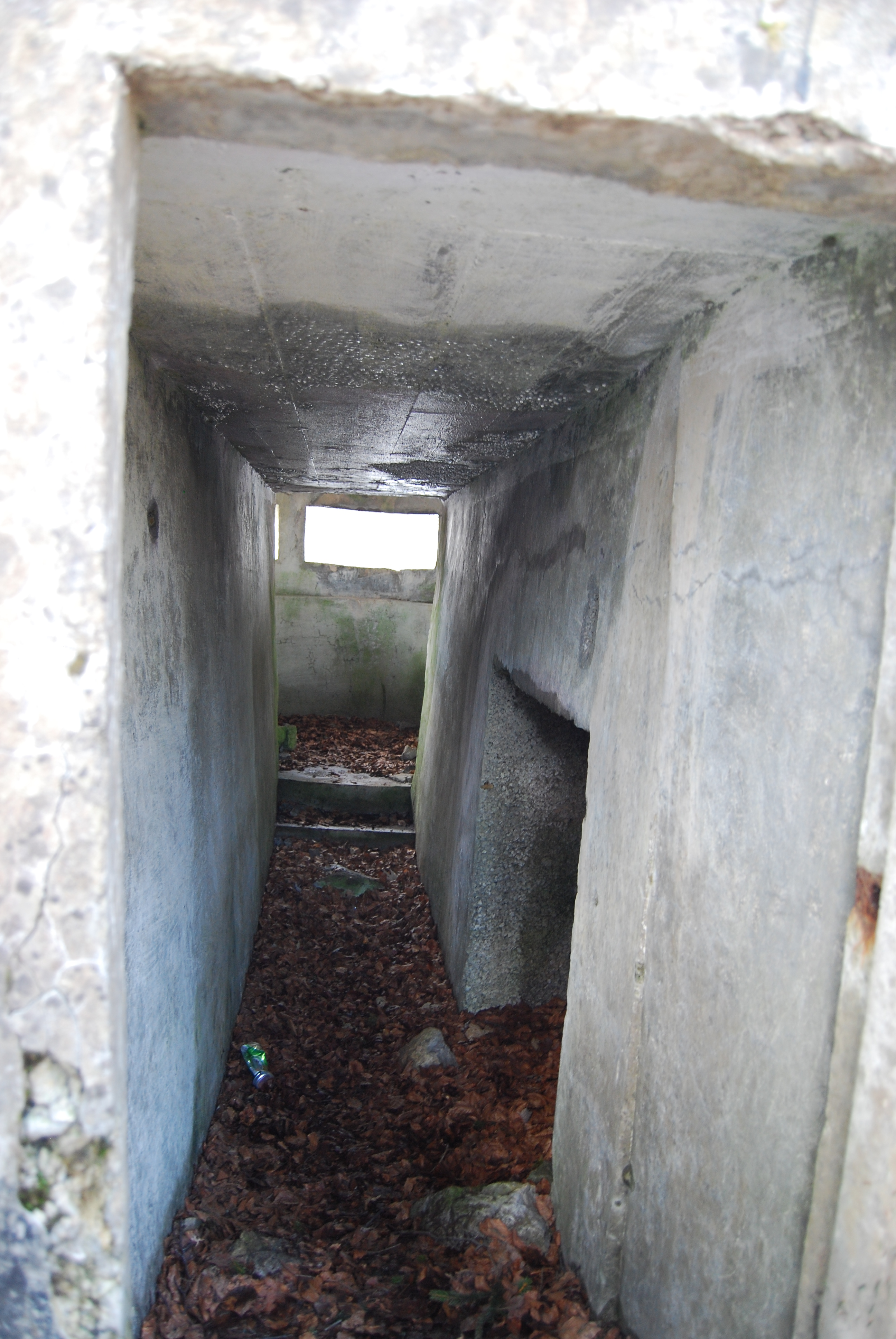
Pohled přístupovou chodbičkou do kulometného hnízda

Zesílené polní opevnění představuje nejpočetněji zastoupenou kategorii objektů opevnění. Vesměs se jedná o hnízda pro lehký kulomet, těžký kulomet nebo polní protitankový kanón a jde o rozmanitou škálou objektů většinou poměrně jednoduché konstrukce od otevřeného kulometného postavení se stěnami z prostého betonu až po odolnější železobetonové objekty, které mají pancéřové střílny a disponují i střílnou na obranu vchodu. 
Charakteristickým rysem všech typů kulometných hnízd je typizovaná střelecká místnost (podle jednoho ze zhruba třiceti vzorových projektů), zpravidla doplněná přístupovou chodbičkou různé délky a uspořádání, postavenou podle terénních podmínek. Chodbička měla být po dokončení pokud možno skryta pod úrovní terénu a vstupuje se do ní zpravidla po schodech, v některých případech i vstupní šachtou se stupačkami. V chodbičce bývá umístěn na jedné straně výklenek pro uložení munice, na druhé straně výklenek pro odpočinek posádky. Chodbičky bývají až několik desítek metrů dlouhé (nejdelší známá má délku 27 m) a v některých případech chodbička spojuje dvojici blízkých objektů. Pokud byly postaveny na svahu směrem k nepříteli, jsou někdy opatřeny malými střílnami pro pěchotní zbraně.
Velký počet kulometných hnízd všech typů i atypických je možné vidět na hoře Blegoš, která byla významným opěrným bodem západní fronty.

#### Kulometná hnízda PMG

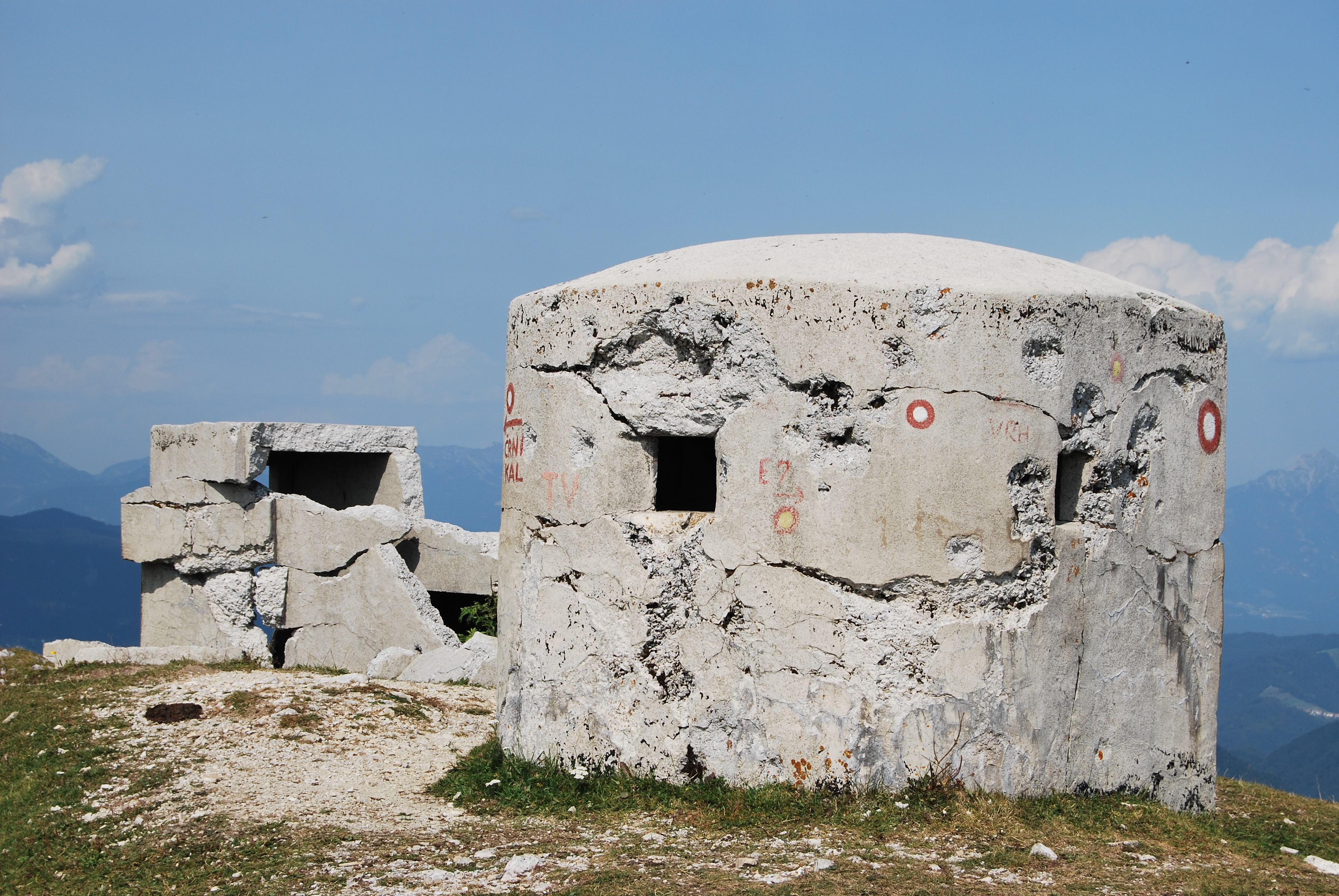
Kulometné hnízdo PMG pod vrcholkem Blegoše s poničenou přístupovou chodbičkou

Nejjednodušším typem jsou kulometná hnízda PMG (puškomitralješko gnezdo – hnízdo pro lehký kulomet). Mají nejtenčí stěny a strop o tloušťce 20–30 cm a nejnižší odolnost, jsou postavena z prostého betonu (pouze strop má v některých případech slabé armování). Střílny bez ozubů jsou tvarované pouze z betonu, pro umístění kulometu se počítalo pouze se střeleckými stolky bez zvláštní lafetace. Nejčastěji byly stavěny třístřílnové objekty, ve svahu pak dvoustřílnové, zřídka se vyskytují i objekty s jednou střílnou nebo se čtyřmi střílnami.

#### Kulometná hnízda MG

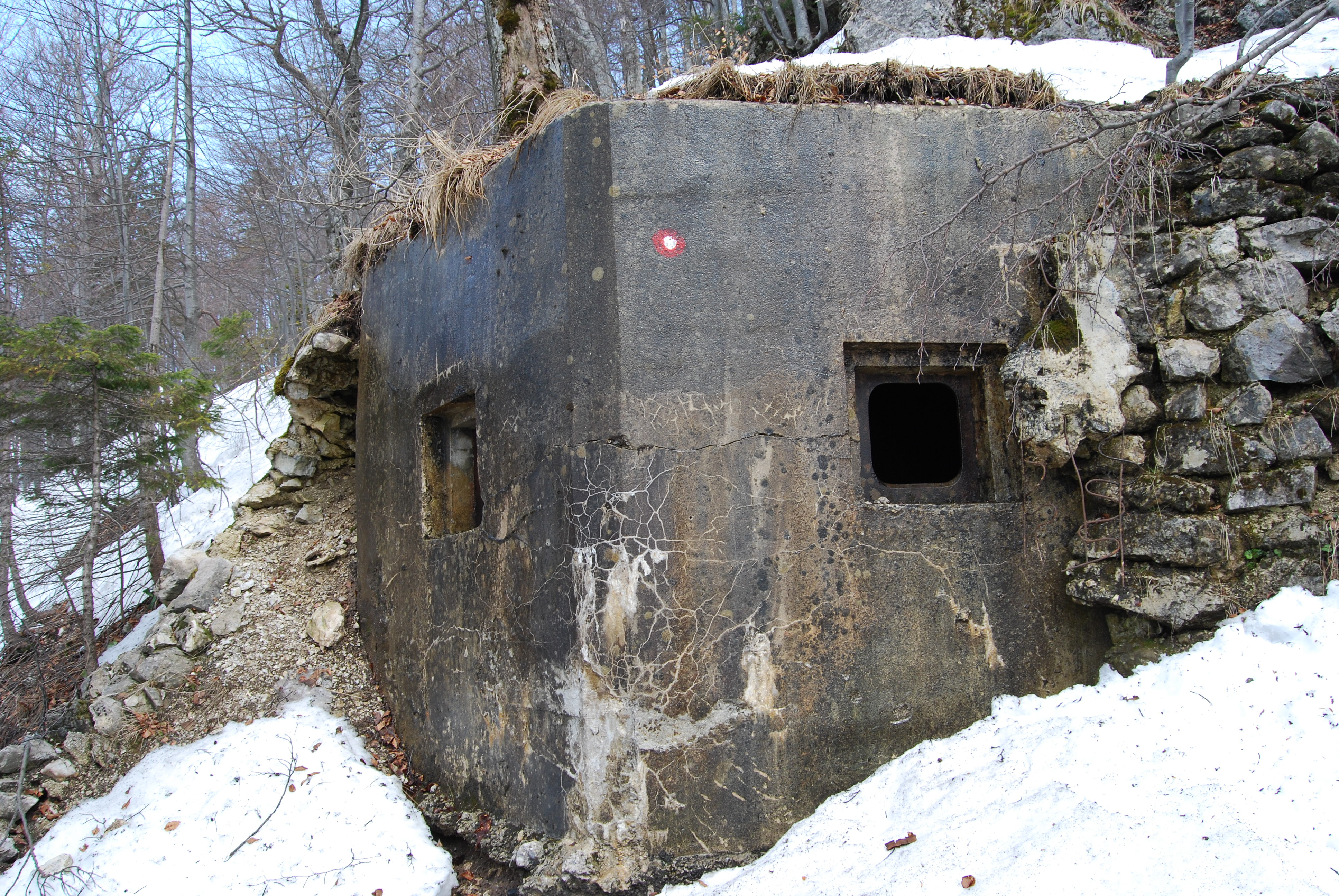
Kulometné hnízdo MG na úbočí Blegoše

Odolnějším typem jsou kulometná hnízda MG (mitralješko gnezdo – hnízdo pro (těžký) kulomet). Jsou postavena ze železobetonu a mají větší tloušťku stěn a stropu – 50 cm (jen týlová stěna 30 cm). Střílny jsou na rozdíl od hnízd PMG pancéřové s univerzálními lafetami, někdy jsou zvenčí doplněny betonovými ozuby. Některé typy (MG/1 až MG/6 a MG/14) mají jednu střílnu, ale častější jsou objekty s dvěma střílnami (MG/7, MG/8) nebo jednou zdvojenou střílnou (MG/12, MG/14). Některé objekty mají navíc doplňkovou střílnu pro obranu týlu, která je tvarována pouze v betonu jako u hnízd PMG. Bez ohledu na počet střílen tvořila výzbroj jedna zbraň, a to podle taktických potřeb lehký nebo těžký kulomet (nepoužívanou střílnu bylo možno zaslepit pancéřovým uzávěrem s pozorovacím průzorem). Nejdokonalejší typy kulometných hnízd (MG/12 až MG/14) mají zalomený vstup krytý střílnou na obranu vstupu, podobný jako u malých typových objektů. 

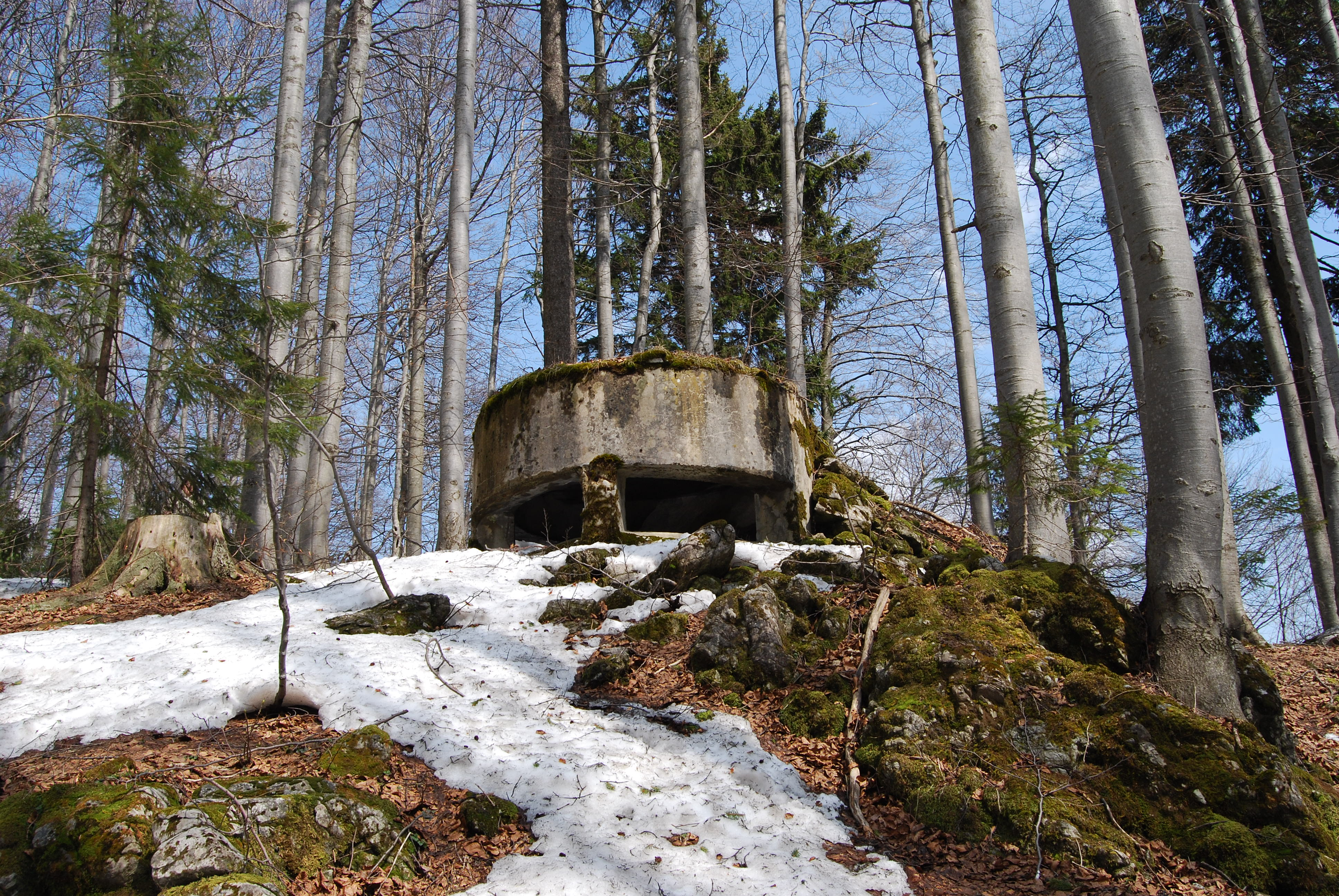
Kruhové kulometné hnízdo MG/0 ve variantě se zastřešením na úbočí Blegoše

Zvláštní typ představuje je kruhové kulometné hnízdo MG/0 určené pro horský terén. Střelecké stanoviště má kruhový půdorys v jehož středu stojí válcový pivot o průměru 30 cm. Těžký kulomet měl být umístěn na trojnožkové lafetě, opírající se ve dvou bodech o kruhové vybrání v obvodové stěně a ve třetím bodě o otvor ve středovém pivotu. Tak se mohla zbraň snadno otáčet a obsáhnout palebný vějíř téměř 180°, ovšem za cenu snížené odolnosti proti nepřátelské palbě. Tento typ kulometného hnízda se vyskytuje ve dvou verzích: Jednodušší je otevřené kulometné hnízdo bez střechy, vylepšená verze je doplněna o stropní desku podepřenou sloupky. I tato kulometná hnízda jsou opatřena betonovou přístupovou chodbičkou.

#### Atypická kulometná hnízda

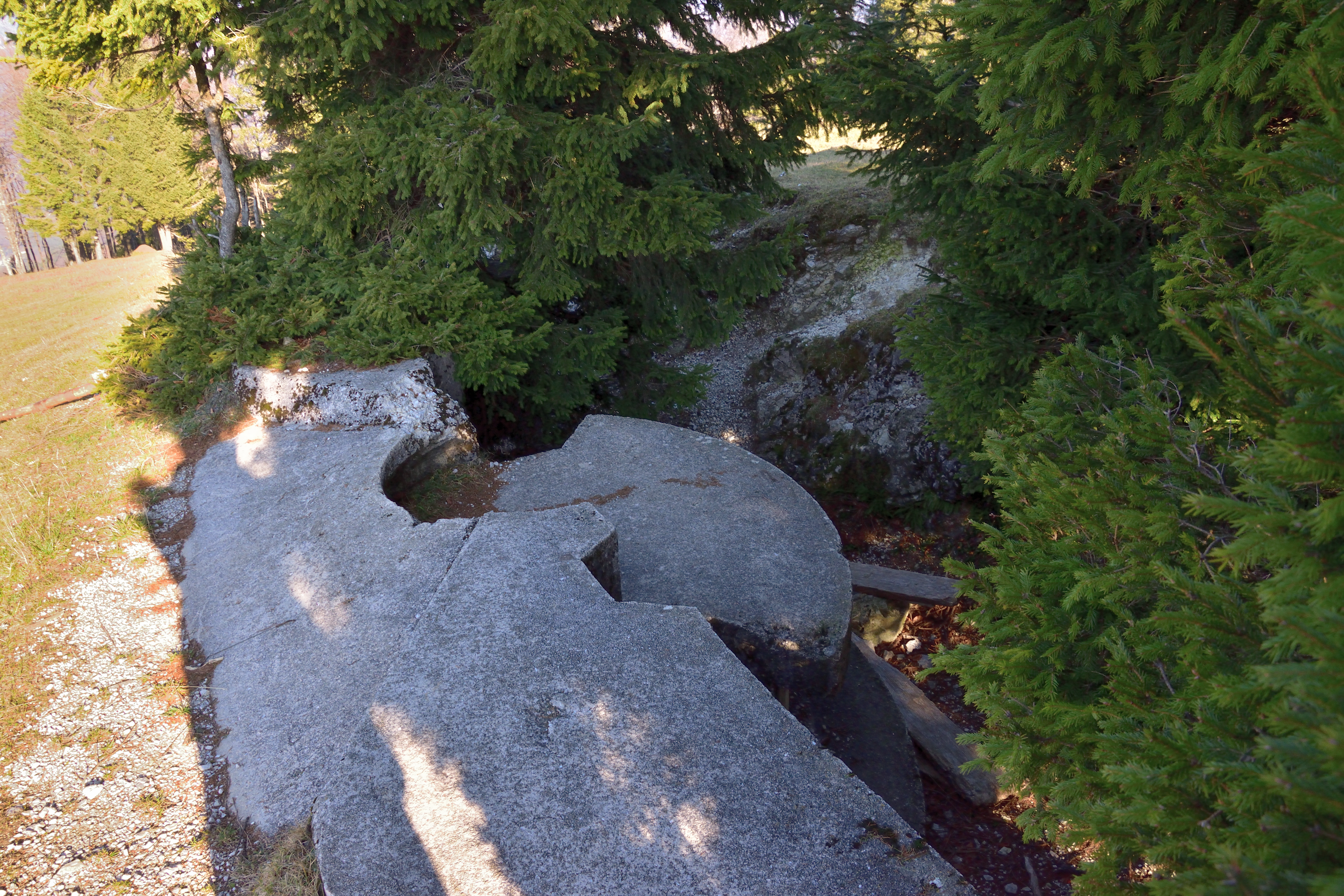
Atypické otevřené kulometné hnízdo u Koči pod Blegošem

Mimo typovou řadu se vyskytuje i několik atypických kulometných hnízd, například dvě otevřená kulometná hnízda v blízkosti turistické chaty na Blegoši s úkrytem pro posádku umístěným přímo pod střeleckým stolem.

#### Protitanková hnízda
Na stejném principu jako kulometná hnízda jsou řešena také protitanková hnízda. Jedná se většinou o postavení pro polní 37mm protitankový kanon, vzácně se vyskytují speciální pevnůstky pro námořní 47mm kanon. Vlastní pevnůstka má typizovaný tvar vždy s jednou střílnou o odměru zpravidla 90° (v některých případech 60° nebo 45°). Přístup zajišťuje přístupová chodbička, která je však dimenzovaná pro vjezd polního kanonu. Výklenek pro munici a odpočinek osádky je také rozměrnější než u kulometných hnízd. Přístupová chodbička je většinou postavená do oblouku, aby se zamezilo přímému postřelování interiéru objektu.
Hnízda pro 47mm kanon jsou o něco dokonalejší, mají i střílnu na obranu vchodu a malou uzavřenou ubikaci posádky. Představují tak vývojový mezistupeň k dokonalejšímu typovému protitankovému objektu.

### Malé typové objekty

Porovnání půdorysu malého typového objektu MT/7 Rupnikovy linie s objekty československého opevnění: LO vz. 37 typ A-160Z a pěchotní srub B-S IV Milada (1. stupeň odolnosti – jeden z nejmenších vybudovaných pěchotních srubů)

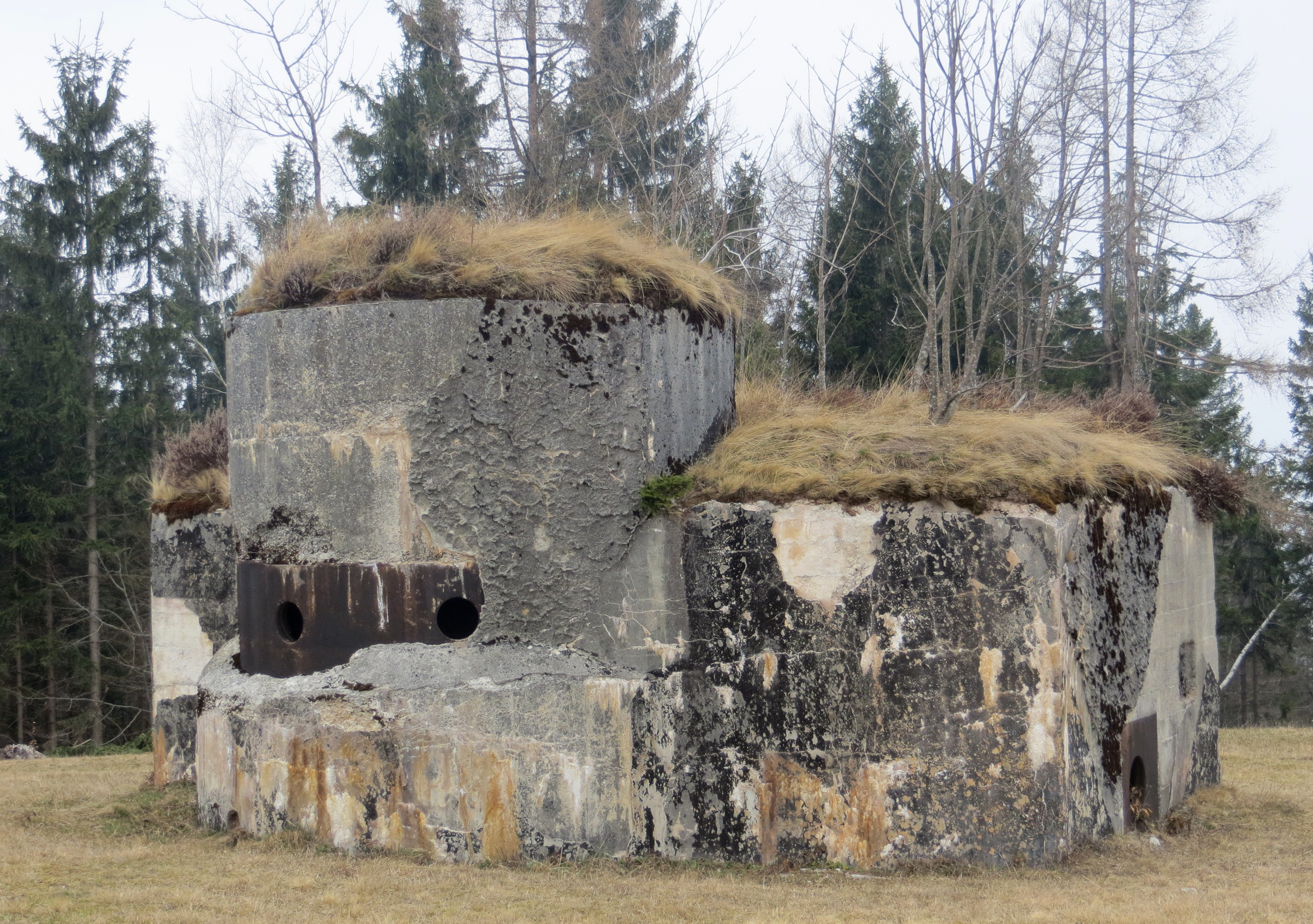
Malý typový objekt v prostoru osady Žirovski vrh Svetega Urbana. Vlevo čelní stěna a věž se střílnou P3, chránící předpolí objektu, vpravo boční stěna se střílnou P1.

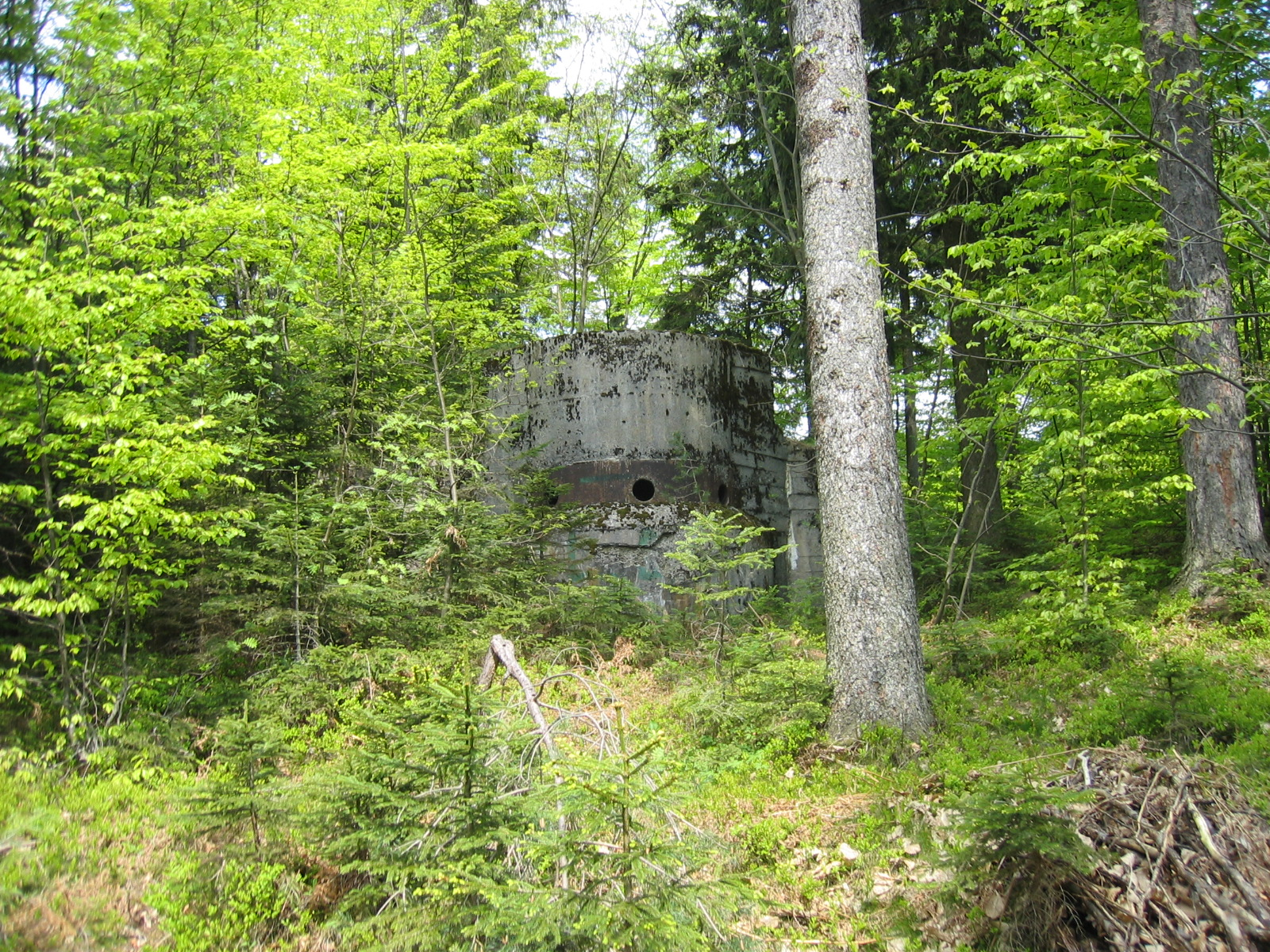
Malý typový objekt zarostlý v lese (viditelná pouze věž se střílnou P3)

Původně plánované lehké opevnění, jež mělo doplňovat linii těžkého opevnění, bylo po změně koncepce a rozšíření výstavby opevnění na další fronty nahrazeno novou kategorií malých typových objektů (mali tipski objekt). Hovorově se pro ně dnes ve slovinštině někdy užívá označení „věžové bunkry“ (stolpični bunkerji). Tyto objekty konstrukčně vychází z československých lehkých objektů nového typu (známých jako řopíky), ale jsou doplněny o některé prvky těžkého opevnění (proto se někdy označují jako střední opevnění, ale lze se setkat i s označením lehké opevnění). Malé typové objekty se tak staly na většině opevněných úseků páteří opevněné linie. Celkem bylo vytvořeno 18 základních typových projektů, které byly uzpůsobeny do mnoha dílčích variant.
Stěny a strop malých typových objektů mají jednotnou tloušťku 100 cm, pouze týlová stěna je zeslabena na 60 cm. Tloušťka stěn je tak srovnatelná se zesílenými objekty čs. lehkého opevnění, ale například boční stěny s hlavními zbraněmi jsou silnější než u čs. pěchotních srubů arabské odolnosti. 
Jugoslávští projektanti převzali z československých řopíků základní systém bočních paleb, avšak nemožnost obrany předpolí a závislost na palebné podpoře sousedních pevnůstek považovali za nebezpečnou. Proto vyvinuli speciální pancéřový prvek P3, což je půlkruhová třídílná střílna pro lehký kulomet, která umožňovala pokrýt palebný vějíř téměř 180° (zbraň se podle potřeby přesouvala a nepoužívané otvory bylo možno zakrýt pancéřovou deskou). Tato střílna byla zpravidla umístěna v čelní stěně objektu (buď uprostřed nebo blíže k některé z bočních stěn), do vyvýšené pozice v železobetonové věži, která zvenku přesahuje stropní desku o 100–150 cm a plní funkci pancéřového zvonu v těžkém opevnění, tedy zajišťuje obranu předpolí objektu. Ve věži stál střelec na vyvýšené dřevěné podlážce přístupné po dřevěném žebříku. Některé varianty malých typových objektů mají věž se střílnou P3 sníženu na úroveň stropní desky nebo jsou zcela bez věže.
Hlavní zbraň malých typových objektů představoval těžký kulomet, který byl umístěn ve střílnách typu P1. Ty působí velmi jednoduše (při pohledu zvenku jsou tvořeny pouze pancéřovou deskou s kruhovým otvorem, která lícuje s vnější stěnou), ale představují poměrně důmyslné řešení, neboť vnitřní konstrukce střílny tvořila rozšiřující se prostor, tvořený částečně pancéřovými deskami a částečně vymodelovaný z betonu, a  mohla být řešena buď symetricky (zpravidla u střílen pro čelní palbu) nebo asymetricky (u střílen pro boční palbu). Asymetrické řešení umožňovalo vytočit osu střílny a palebný vějíř více do předpolí, aniž by musela být k nepříteli otočena boční stěna pevnůstky (jako tomu bylo u čs. lehkých objektů typů A 120–160). Z toho důvodu byla také ze stavebního řešení oproti čs. řopíkům vypuštěna ochranná ucha. Existuje mnoho variant střílen P1 s různou šířkou palebného vějíře a různým vytočením osy střílny.
Zalomená vstupní chodbička krytá střílnou na obranu vchodu a doplněná ručním ventilátorem je přímo převzatá z čs. lehkého opevnění. Objekty byly také zpravidla vybaveny jedním granátovým skluzem v týlové stěně, případně i stěnovým periskopem. Některé objekty jsou podle místních podmínek doplněny také krátkou přístupovou chodbičkou, někdy i s přístupem šachtou se stupačkami, ale na rozdíl od kulometných hnízd je to spíše výjimka. 
Vzácně mají malé typové objekty také střílny na ochranu týlu, které jsou umístěny v obou rozích týlové stěny a zevnitř jsou řešeny stejně jako střílna na obranu vchodu, zvenčí jsou pak doplněny čtyřmi betonovými ozuby. 
Interiér malých typových objektů je výrazně prostornější než u čs. řopíků. Objekty byly také lépe vybaveny pro dlouhodobou obranu posádky. Byly tu 2–4 sklopné palandy, dřevěná stolní deska ukotvená do zdi a dřevěné lavice. Zásoba vody a potravin měla vystačit na 8 dní. 

#### Základní varianty objektů

Půdorys nejobvyklejší varianty malého typového objektu, MT/7. Natočení střílen a otvorů optické signalizace je ale u každého objektu odlišné.

Nejčastější typ objektu je vyzbrojen dvěma těžkými kulomety pro boční palbu a jedním lehkým kulometem v čelním postavení ve věži pro ochranu předpolí objektu. Osy střílen hlavních zbraní mohou svírat úhel 140°, 160°, 180°, 200°, 220° a 240°. Díky konstrukci střílen P1 je ale možné dosáhnout různého úhlu i při stejném půdorysu objektu, pouze vytočením střílen. Pevnůstky postavené na svahu odvráceném od nepřítele mívají místo věže střílnu P3 pro lehký kulomet umístěnou na úrovni přízemí nebo jsou zcela bez věže (takový objekt pak nejvíce připomíná čs. LO vz. 37 typ A). Naopak existuje i atypická varianta pro dva těžké a dva lehké kulomety, která má střílnu P3 jak v čelní stěně, tak i v týlové stěně. Takový objekt stojí v blízkosti tvrze Hlavče Njive.
Časté jsou malé typové objekty v jednostranném provedení pro jeden těžký a jeden lehký kulomet, u nichž bývá věž posunuta do rohu objektu u stěny se střílnou hlavní zbraně. I zde se vyskytuje varianta se sníženou věží nebo zcela bez věže. 
Jedna varianta typového objektu byla určena pro čelní palbu těžkého kulometu. Tento objekt je vždy v bezvěžovém provedení a jeho řešení se velmi podobá čs. LO vz. 37 typ E. 
Existuje také jeden typ objektu, který byl vyzbrojen pouze lehkým kulometem ve střílně P3 a byl určen hlavně k pozorování. Zajímavostí je, že tento typ objektu byl pro blízkou obranu vybaven třemi granátovými skluzy. 

#### Sklopná kulometná hnízda
Pozoruhodným typem malého typového objektu je postavení pro sklopné kulometné hnízdo. Z důvodu přílišné technické náročnosti nepočítali jugoslávští projektanti s využitím výsuvných a otočných pancéřových věží, přesto navrhli jeden pohyblivý pancéřový prvek na podobném principu – sklopné kulometné hnízdo. Bylo svařeno z pancéřových desek a dva čepy v bočních stěnách umožňovaly pomocí jednoduchého ručního pákového mechanismu jeho vysunutí (vyklopení) nahoru nebo sklopení do lichoběžníkového otvoru ve stropnici objektu. V čelní pancéřové desce byla střílna pro kulomet, která při sklopení zapadla do chráněné polohy za železobetonovou stěnou pevnůstky. Tyto objekty byly vybudovány pouze tři, z toho jeden určený pro dvojici sklopných hnízd a zbylé dva pro jedno. Všechny tři postavené objekty stojí v jedné lokalitě, okolo pahorku Voljčev hrib na kraji Radovljice (46°21′7″ s. š., 14°10′19″ v. d.). Ani v jednom případě se ale nepodařilo tyto originální pancéřové prvky vyrobit a osadit, a jejich otvory tak zůstaly prázdné.

#### Želvy
Nejzdařilejší konstrukcí je typ objektu, pro nějž se v moderní odborné literatuře díky jeho tvaru vžilo označení „želva“, někdy se používá také označení střední typový objekt (vmesni tipski objekt). Je jako jediný z malých typových objektů dvoupatrový, vstup vede do dolního patra (buď šachtou se stupačkami nebo schodištěm a podzemní chodbou), z něhož je průlezem přístupná střelecká místnost v horním patře. Hlavní zbraně představují dva těžké kulomety pro vedení boční palby ve střílnách P1 a v čelní i v týlové stěně byly osazeny střílny P3 pro lehké kulomety kryjící předpolí a týl objektu (čelní střílna ve zvýšeném věžovém postavení). Díky svému uspořádání byl tento objekt schopen kruhové obrany. Jedná se vlastně o těžký objekt zkoncentrovaný do minimálních rozměrů a po úsporných opatřeních byly tyto objekty budovány v místech, kde se původně počítalo se stavbou izolovaných pěchotních srubů.
V okolí Begunje u Radovljice v údolí Savy Dolinky několik takových objektů tvoří i souvislou linii. Na zajímavý rozestavěný objekt tohoto typu, jehož stavba byla přerušena ve fázi betonáže střelecké místnosti, můžeme narazit nedaleko tvrze Hlavče Njive.

#### Atypické kulometné objekty

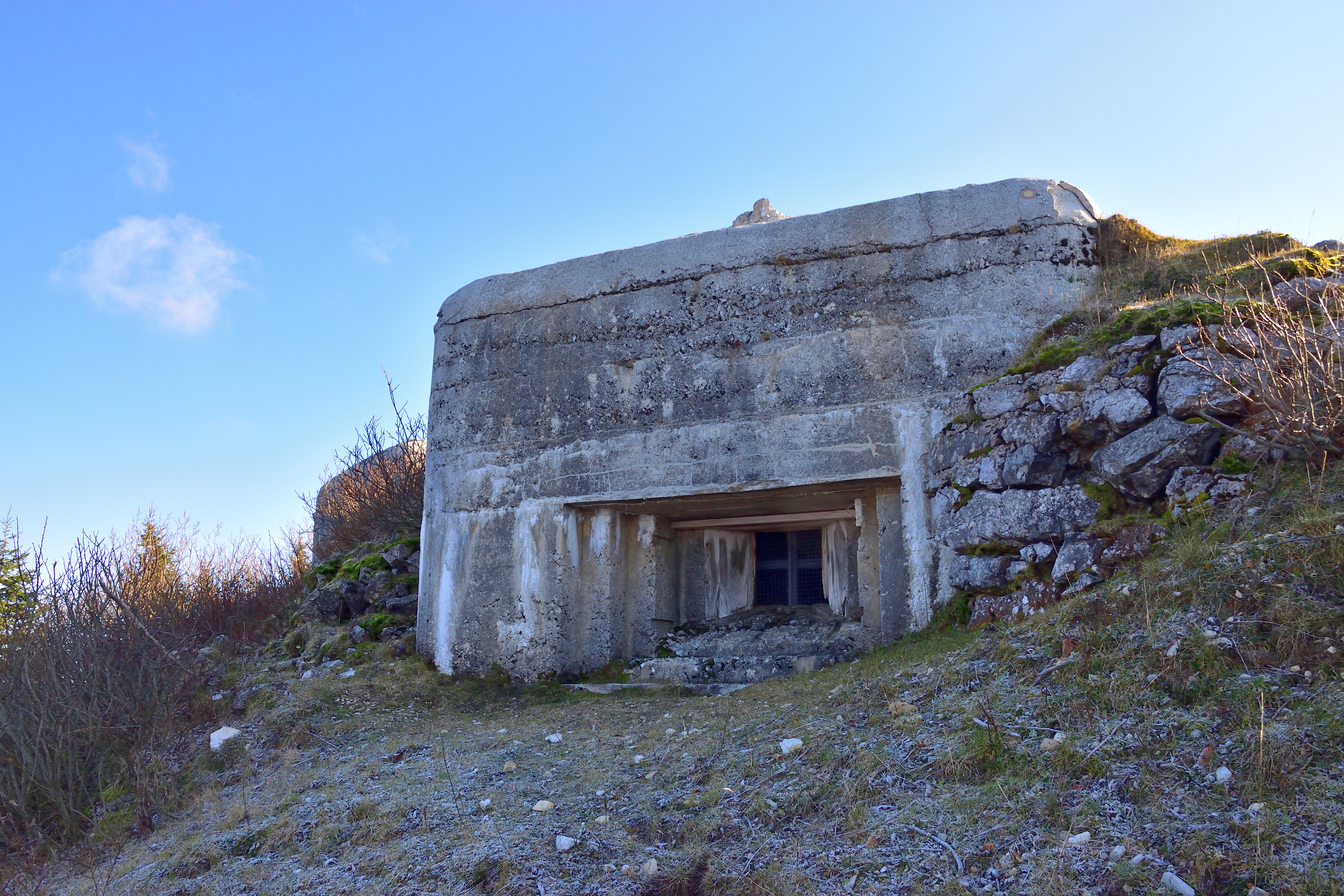
Atypický kulometný objekt pod vrcholem Blegoše. Dnes je uzavřen a interiér slouží jako základna radioamatérů.

Kromě objektů vycházejících z typových projektů s různými modifikacemi se můžeme setkat i s několika zcela atypickými objekty. Dva takové objekty byly postaveny v blízkosti vrcholu hory Blegoš a tloušťkou stěn se blíží II. stupni odolnosti těžkého opevnění. Jsou oba tvořeny dvojicí střeleckých místností pro těžký kulomet, které mají atypickou střílnu bez pancéřování s betonovými ozuby, která má vnější šířku 180 cm. U jednoho z objektů jsou střelecké místnosti umístěny výškově nad sebou a horní je přístupná průlezem se stupačkami. Vstup do tohoto objektu vede téměř 30 m dlouhou chodbou vyrubanou ve skále, která je chráněna střílnou na obranu vchodu. Celek velmi připomíná italské objekty Alpského valu.

#### Protitankové objekty
Vedle kulometných objektů byl vyvinut také malý typový objekt pro československý pevnostní 4cm protitankový kanon vz. 36 (zbraň L1). Jeho stěny byly zesíleny na 120 cm (jen týlová stěna měla standardní tloušťku 60 cm). Střílna pro zbraň L1 byla umístěna v čelní stěně a pro její ochranu a odvod vystřelených nábojnic sloužil diamantový příkop o rozměrech 200 × 150 cm a hloubce 190 cm. V levém nebo pravém zaobleném rohu čelní stěny byla umístěna střílna P3 pro lehký kulomet pro blízkou obranu objektu (ne ve věži, ale na stejné úrovni jako střílna L1). V opačném rohu týlové stěny pak byl vchod s klasickou zalomenou vstupní chodbičkou chráněný střílnou na obranu vstupu a granátovým skluzem jako u jiných typových objektů. 
Protože v době betonáže objektů nebyly pancéřové střílny k dispozici, ponechaly se pro ně příslušné otvory. Když v roce 1939 padla poslední naděje na dodávky střílen a pevnostních kanonů z Československa, byly do objektů místo toho umístěny 47mm kanony v polním provedení (kvůli zalomenému vstupu musel být kanon rozebrán a ve střelecké místnosti opět složen) a otvory pro střílny ponechány ve stávající podobě, kdy posloužily jako nouzové otevřené střílny bez pancéřování.
Tyto objekty byly postaveny jen v malém počtu. Dva z nich lze nalézt po obou stranách v druhém sledu hlavního obranného postavení pevnostního uzávěru Trata v Poljanské dolině u obce Gorenja Vas.

### Těžké opevnění
Těžké opevnění mělo podle původních plánů představovat páteř Rupnikovy linie. Bylo budováno pouze na Západní frontě (a na některých úsecích pobřežní obrany). Podobně jako v československém opevnění jej měly tvořit dělostřelecké tvrze, izolované dělostřelecké sruby, izolované dělostřelecké pozorovatelny a izolované pěchotní sruby a kromě toho i pěchotní úkryty. Postupně, jak bylo nutné stavební kapacity rozprostřít na další úseky, byla však výstavba těžkého opevnění značně zredukována a mnoho původně plánovaných těžkých objektů bylo nahrazeno malými typovými objekty. Z mnoha zajímavých projektů různých typů pevnostních staveb byl tak postaven jen malý zlomek, několik izolovaných pěchotních srubů, několik úkrytů a jeden izolovaný dělostřelecký srub a rozestavěny byly tvrze ve značně redukované podobě.

#### Izolované pěchotní sruby

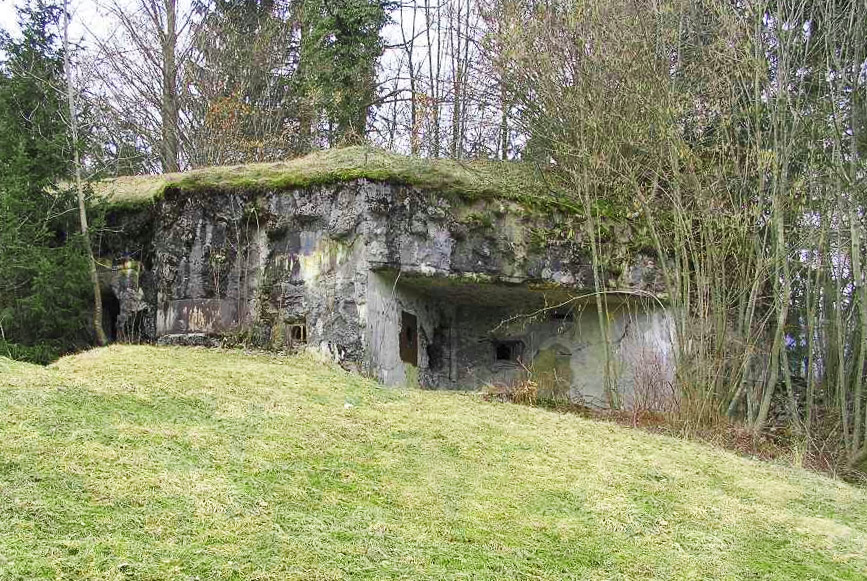
Jeden z mála postavených pěchotních srubů Rupnikovy linie. Kryje z levé strany pevnostní uzávěr Trata a nachází se na jižním svahu Poljanské doliny, západně od obce Gorenja Vas.

Pěchotní sruby jugoslávského opevnění nezapřou svou inspiraci objekty československého opevnění. Jejich celková koncepce i mnoho detailů stavebního a technického řešení jsou přímo převzaté z československých pěchotních srubů. Na druhou stranu se u nich vyskytují i některé charakteristické odlišnosti.
Jedním typickým prvkem je vyřešení obrany prostoru před vchodem pomocí střílny P3 v týlové stěně, která tak tvoří kaponiéru, jež svým širokým palebným vějířem umožňuje pokrýt celý týl objektu.
Projektanti jugoslávských pěchotních srubů také častěji pracovali s podzemními chodbami (v tom se pravděpodobně více než jejich českoslovenští kolegové inspirovali malými pěchotními tvrzemi Maginotovy linie). U některých pěchotních srubů tak byla plánována schodišťová šachta, hluboká kolem 20 m, na niž navazovala přístupová podzemní chodba a vchod umístěný na odvráceném svahu (tyto objekty nebyly realizovány, ale v několika případech byly vykopány šachty). Jiným případem je dvojice pěchotních srubů u města Logatec, které jsou propojeny malým podzemím.
Pěchotní sruby byly projektovány s jedním nebo dvěma pancéřovými zvony, jen ojediněle se třemi. Zvony a kopule pěchotních srubů měly být původně dodávány z Československa, neboť projektanti si uvědomovali přílišnou náročnost jejich výroby pro jugoslávský průmysl. První poptávka byla zaslána už na podzim 1936, ale československé podniky byly plně vytíženy výrobou pancéřových prvků pro Ředitelství opevňovacích prací, takže teprve na jaře 1938 podaly Škoda Plzeň a Báňská a hutní společnost nabídky na výrobu zvonů, která však už kvůli Mnichovské dohodě nebyla realizována. Jugoslávci se proto museli spolehnout na vlastní zdroje a s velkým úsilím se podařilo na podzim 1940 vyrobit dva prototypy ve slévárně Kranjska Industrijska Družba v Jesenicích, která už zajišťovala výrobu střílen a ostatních pancéřových prvků pro Rupnikovu linii. Tyto zvony byly osazeny do dvou pěchotních srubů u Logatce. Kvůli potížím s jejich výrobou a plné vytíženosti průmyslových kapacit výrobou střílen a dalšího materiálu bylo od další výroby pancéřových zvonů upuštěno. Projekty dalších pěchotních srubů byly proto upraveny a namísto pancéřových zvonů byly použity zvony ze železobetonu, vybavené pouze půlkruhovou pancéřovou střílnou P3. Tyto se značně podobají železobetonovým věžím používaným u malých typových objektů.
I u výzbroje pěchotních srubů se plánoval nákup zbraní z Československa. Hlavní výzbroj pěchotních srubů měly tvořit zpravidla těžké kulomety. Původně se počítalo se s čs. těžkým kulometem vz. 37 v provedení „dvojče“ (zbraň M) jako bylo obvyklé v čs. opevnění, ale po znemožnění dodávek zbraní i střílen byly nahrazeny samostatným těžkým kulometem a podle toho byla také použita klasická střílna P1. V některých objektech měla být hlavní výzbroj doplněna také pevnostním protitankovým kanonem. Podobně jako u protitankových malých typových objektů však k jeho instalaci nedošlo a vybudované objekty byly uzpůsobeny pro instalaci polního protitankového kanonu. Obranu okolí pěchotních srubů měly zajišťovat lehké kulomety, a to ve zvonech, ve střílně P3 na obranu týlu a ve střílně na ochranu hlavních zbraní nad diamantovým příkopem (střílna s ozuby známá z československého opevnění, která se jinak na Rupnikově linii vyskytuje zřídka).
Postaveno bylo celkem šest izolovaných pěchotních srubů, pět jednostranných a jeden oboustranný. Dva izolované pěchotní sruby byly postaveny v hlavním obranném postavení pevnostního uzávěru Trata, dva pěchotní sruby propojené malým podzemím u města Logatec a dva další o něco severněji od nich u osady Jezerce.

##### Logatec
Dvojice jednostranných pěchotních srubů stojících severně od Logatce (45°56′23″ s. š., 14°14′15″ v. d.) je umístěna po obou stranách malého pahorku. Jsou spojeny podzemím a tvoří tak jakousi malou pěchotní tvrz. V československém opevnění tvoří jediný srovnatelný případ pěchotní srub MO-S 5 Na trati, rozdělený na dvě poloviny náspem železniční trati, ty jsou však spojeny pouze chodbou na úrovni dolního patra, zatímco pěchotní sruby u Logatce mají regulérní podzemní prostory (byť mělko uložené, asi 4 m pod úrovní dolního patra) včetně sálu ubikace a umývárny se záchodem. Hlavní vstup byl umístěn v pravém pěchotním srubu , zatímco levý srub byl opatřen jen nouzovým výlezem v diamantovém příkopu. Levý objekt je také podstatně menší, jeho bojové patro je tvořeno vlastně jen jedinou střeleckou místností a zvonovou šachtou. Hlavní výzbroj obou objektů představovaly dva těžké kulomety ve střelecké místnosti ve střílnách P1. Pomocná výzbroj byla tvořena vždy jedním lehkým kulometem pro obranu hlavních zbraní ve střílně nad diamantovým příkopem, jedním ve střílně P3 na obranu týlu a jedním ve třístřílnovém zvonu. Tyto dva objekty měly jako jediné osazeny pancéřové zvony. Pěchotní sruby nemají schodiště, ale jen průlez z horního do dolního patra a přímo pod ním z dolního patra do podzemí. Průlezy se uzavíraly železnými poklopy.
Za okupace bylo u pravého srubu odstřeleno celé horní patro, levému srubu byly pouze vytrhány střílny a zvon. Koncem 20. století začala v okolí objektů růst nová průmyslová zóna. Kvůli parkovišti nejbližší průmyslové haly byla odkopána část kopce, na kterém sruby stojí, až na úroveň pravého objektu. Zbytek jeho ochranného ucha tak dnes vyčnívá ze skály nad továrnou. Podzemní prostory jsou ale dosud dobře zachovány.

##### Jezerce
Další dva izolované pěchotní sruby byly postaveny jen asi 1.3 km vzdušnou čarou na severozápad, u osady Jezerce (součást obce Prezid), severně od kóty Ostri vrh a v předpolí rozestavěné tvrze Strmica. Stojí tu jediný postavený oboustranný pěchotní srub Rupnikovy linie (45°56′47″ s. š., 14°13′25″ v. d.), který je ojedinělý i v dalších ohledech. Velmi se podobá československým pěchotním srubům arabského stupně odolnosti a na rozdíl od ostatních jugoslávských srubů neměl obranu týlu vyřešenou pomocí střílny P3, ale pomocí klasických střílen pro lehké kulomety, jak je obvyklé v československém opevnění. Zvonová šachta je umístěna uprostřed čelní stěny a svědčí o tom, že i zde se počítalo s pancéřovým zvonem, ten však už nebyl osazen (je to pravděpodobně jediná zachovalá zvonová šachta na Rupnikově linii). Hlavní výzbroj srubu představovaly dva těžké kulomety v levé a pravé střelecké místnosti, další výzbroj měla být tvořena pravděpodobně pěti lehkými kulomety: Jedním ve zvonu, dvěma ve střílnách na obranu hlavních zbraní a dvěma ve střílnách na obranu týlu objektu. Pěchotní srub se zachoval ve velmi dobrém stavu, jen s vytrženými a zazděnými střílnami. Interiér je zachovalý, ale upravený místními obyvateli k využití jako chata, nějaký čas zde dokonce fungovala diskotéka.
Druhý ze srubů u osady Jezerce se nacházel o něco severněji a byl pravostranný. Jeho horní patro bylo však za okupace odstřeleno a spodní patro je zasypáno odpadky, takže z jeho přesné podoby není mnoho známo.

##### Trata
Poslední dva pěchotní sruby byly postaveny jako součást pevnostního uzávěru Trata v Poljanské dolině západně od obce Gorenja Vas. Levý srub na jižním svahu údolí (46°6′16″ s. š., 14°7′41″ v. d.) je pravostranný a pravý srub na severním svahu (46°6′30″ s. š., 14°7′46″ v. d.) levostranný, svou palbou měly krýt dno údolí s důležitou silnicí na Škofju Loku a do Lublaňské kotliny. Stavebně jsou si oba sruby velmi podobné v zrcadlově obráceném provedení. Jejich hlavní výzbroj tvořil protitankový kanon a těžký kulomet, a je doplněna dvěma lehkými kulomety ve zvonech, jedním ve střílně na obranu hlavních zbraní nad diamantovým příkopem a jedním ve střílně P3 na obranu prostoru před vchodem. Na rozdíl od pěchotních srubů u Logatce mají tyto objekty železobetonové zvony se střílnami P3, a to každý dva. Zajímavostí je absence granátových skluzů. Přístup do spodního patra je řešen schodištěm. Ve spodním patře se nachází studna, fungovala tu strojovna a filtroventilace. Sruby se zachovaly v dobrém stavu, včetně dřevěných podlážek a železných žebříků ve zvonech a části rozvodů vzduchotechniky.

#### Izolované dělostřelecké sruby
Jediný postavený izolovaný dělostřelecký srub stojí nedaleko rozestavěné tvrze Hlavče Njive (46°6′47″ s. š., 14°7′54″ v. d.) a měl postřelovat Poljanskou dolinu a podporovat svou palbou pevnostní uzávěr Trata. Jde o objekt značně jednodušší konstrukce než československé izolované dělostřelecké sruby (jež byly plánovány, ale žádný z nich nebyl realizován). Na rozdíl od pevnostního dělostřelectva v československém opevnění nebo Maginotově linii se zde nepočítalo s instalací zbraní ve zvláštním pevnostním provedení, ale objekt měl sloužit jako postavení pro baterii běžných polních děl. Hlavní výzbroj měl původně tvořit čtyři houfnice ráže 105 mm, jež byly později nahrazeny čtyřmi kanóny ráže 75 mm. Doplňkovou výzbroj tvoří pouze jeden kulomet ve střílně P1 nad diamantovým příkopem pro ochranu střílen hlavních zbraní. 
Objekt je rozdělen na dělostřeleckou a pěchotní část. Dělostřelecká část je tvořena jednou velkou střeleckou místností, která je částečně rozčleněna železobetonovými stěnami na čtyři stanoviště pro jednotlivá děla. Rozměrné střílny neměly žádné pancéřování. Vchod do dělostřelecké části byl řešen jako široká vrata z vnějšího prostoru přímo do střelecké místnosti, umožňující najetí děl do palebných pozic, ale postrádající jakoukoli ochranu. Do pěchotní části se vstupuje z dělostřelecké části zalomenou vstupní chodbičkou s pancéřovými dveřmi a vchodovou střílnou. V ochranném uchu je zde také umístěna kulometná střílna P1. V pěchotní části se mělo nacházet pohotovostní skladiště střeliva, stanoviště telefonisty, malá ubikace, zásobníky na vodu, umývárna a WC s odvodem splašků mimo objekt. Průlez zajišťuje přístup do spodního patra, které však není v celém půdorysu objektu, ale pouze pod pěchotní částí a prostorem nejbližšího děla. V místnosti pod pěchotní částí se nacházela studna a dále byla cihlovými příčkami rozdělena na ubikaci a kanceláře, v místnosti pod střeleckou místností se nacházela strojovna a skladiště.
Do izolovaných dělostřeleckých srubů byly zpočátku vkládány velké naděje a počítalo se s jejich rozsáhlejší výstavbou. Brzy se však ukázalo, že není možné zajistit dostatek děl. Hlavní problém se ukázal při pokusných střelbách z postaveného objektu; vzhledem k absenci jakékoli vzduchotechniky byl prostor střelecké místnosti rychle zamořen kouřovými zplodinami ze střelby, které posádku vyhnaly z objektu. Proto byla stavba dalších izolovaných dělostřeleckých objektů odložena a k jejich realizaci nedošlo.
Objekt je zachovalý, byly pouze vybourány některé vnitřní cihlové příčky a naopak částečně zazděny dělostřelecké střílny. Dělostřelecká část srubu je volně přístupná, ale pěchotní je uzamčena.

#### Izolované dělostřelecké pozorovatelny
Vedle bojových objektů se podobně jako v československém opevnění plánovaly také izolované dělostřelecké pozorovatelny, které měly být umístěny na místech s dalekým výhledem a jejich úkolem bylo pozorovat nepřítele a podle toho řídit palbu dělostřelectva. Měly být vybavené pozorovacími zvony, původně plánovanými v pancéřovém provedení, později stejně jako u pěchotních srubů byly v projektech zvony změněny na železobetonové. Stejně jako některé izolované pěchotní sruby měly být i některé pozorovatelny vybaveny přístupem schodišťovou šachtou a podzemní chodbou z týlové strany kopce.
Žádná z dělostřeleckých pozorovatelen však nebyla realizována.

#### Úkryty
Podobně jako na Maginotově linii a na rozdíl od československého opevnění byly součástí Rupnikovy linie také samostatné úkryty pro pěchotu. Většinou se jednalo o pouhé kaverny vytesané ve skále, podobné jako vznikaly v horách na italské frontě za první světové války. V největším počtu se budovaly v pevnostním úseku č. 2, kde jich bylo během roku 1940 zřízeno devatenáct, ale vznikaly například také na severní frontě v prostoru pohoří Karavanky.
Mimoto byly ale v menším počtu stavěny těžké úkryty, jejichž základ tvoří betonový podzemní sál. Jsou vybaveny vzduchotechnikou, od ventilačního zařízení je potrubí pro přívod čistého a odvod zkaženého vzduchu vyvedeno úzkou šachtou do komína na povrchu. Přístup zajišťují typicky dvě oddělené vstupní chodby, které jsou několikrát zalomeny, uzavřeny několika dveřmi a chráněny vstupní střílnou.
Tyto těžké úkryty byly stavěny hlavně jako součást pobřežního opevnění, ale také na několika dalších místech. Na hoře Blegoš se nacházejí celkem tři podzemní úkryty, jako typický představitel těžkých úkrytů je uváděn nejvýše položený z nich, který se nachází východně od vrcholku (46°9′55″ s. š., 14°6′56″ v. d.) a jeho sál má rozměr 305 × 1400 cm. Další dva se nacházejí níže na jižním úbočí.

#### Dělostřelecké tvrze

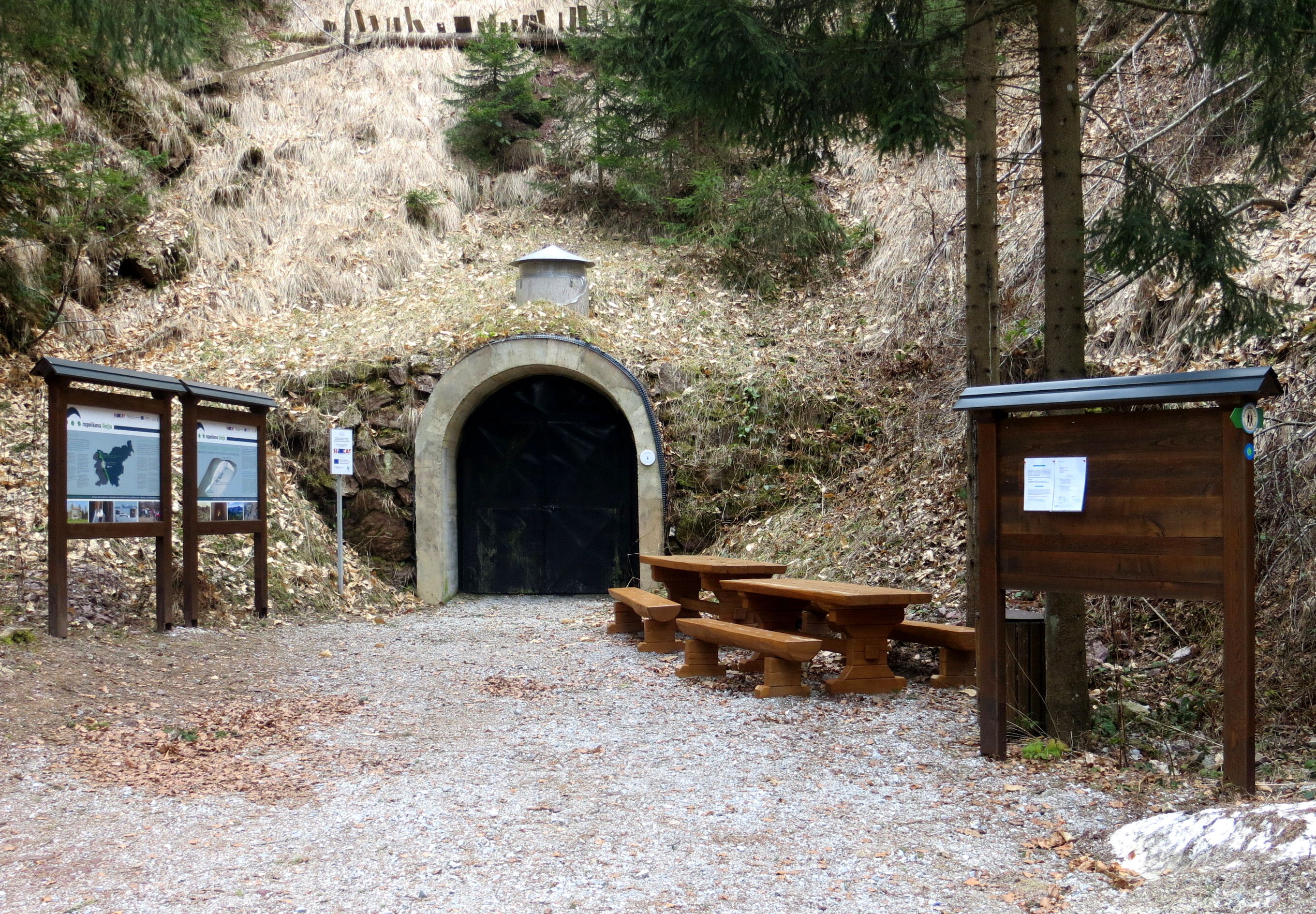
Vchod do podzemí tvrze Goli vrh na místě nepostaveného vchodového objektu

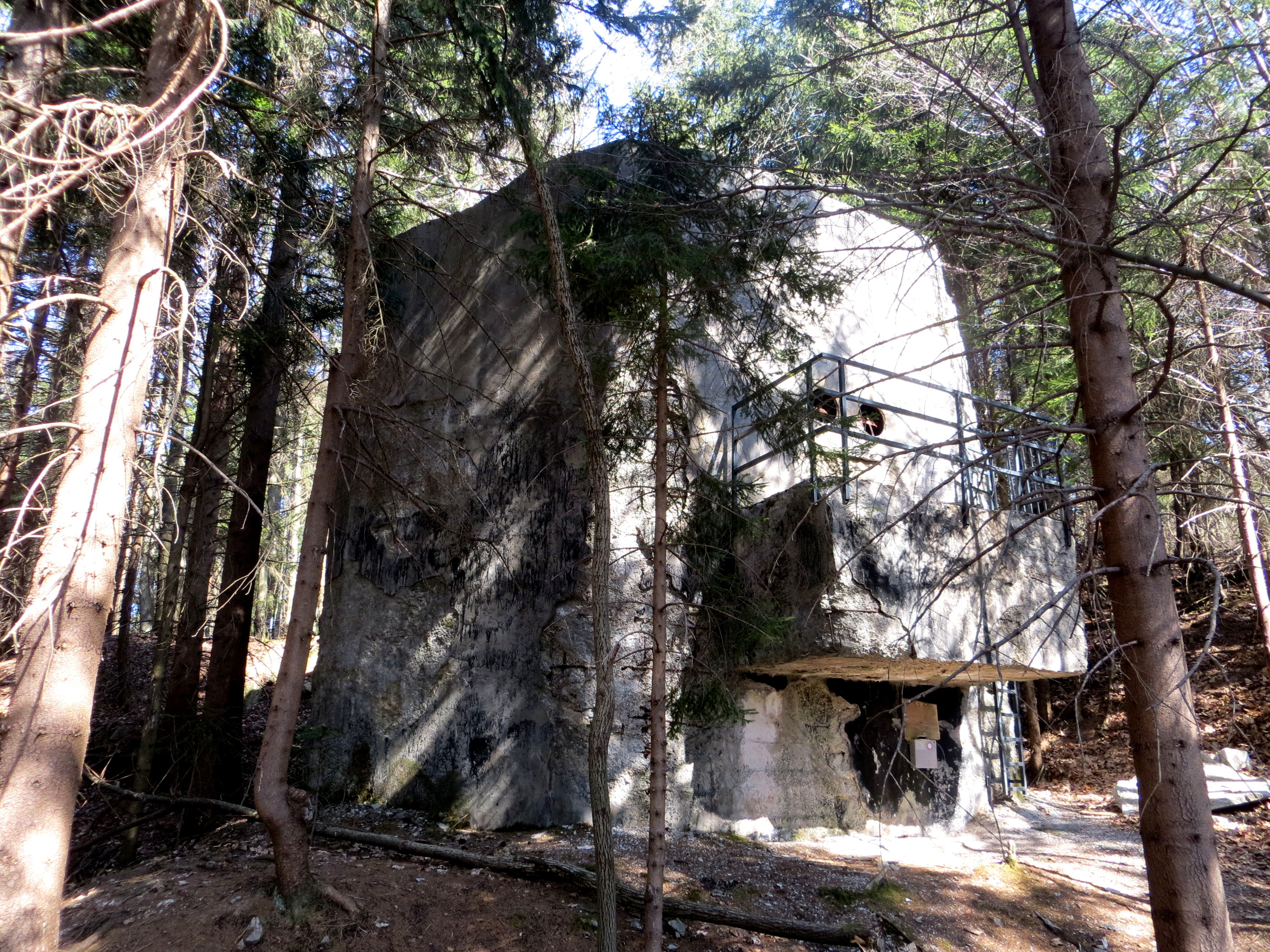
Jeden z bojových objektů tvrze Goli vrh

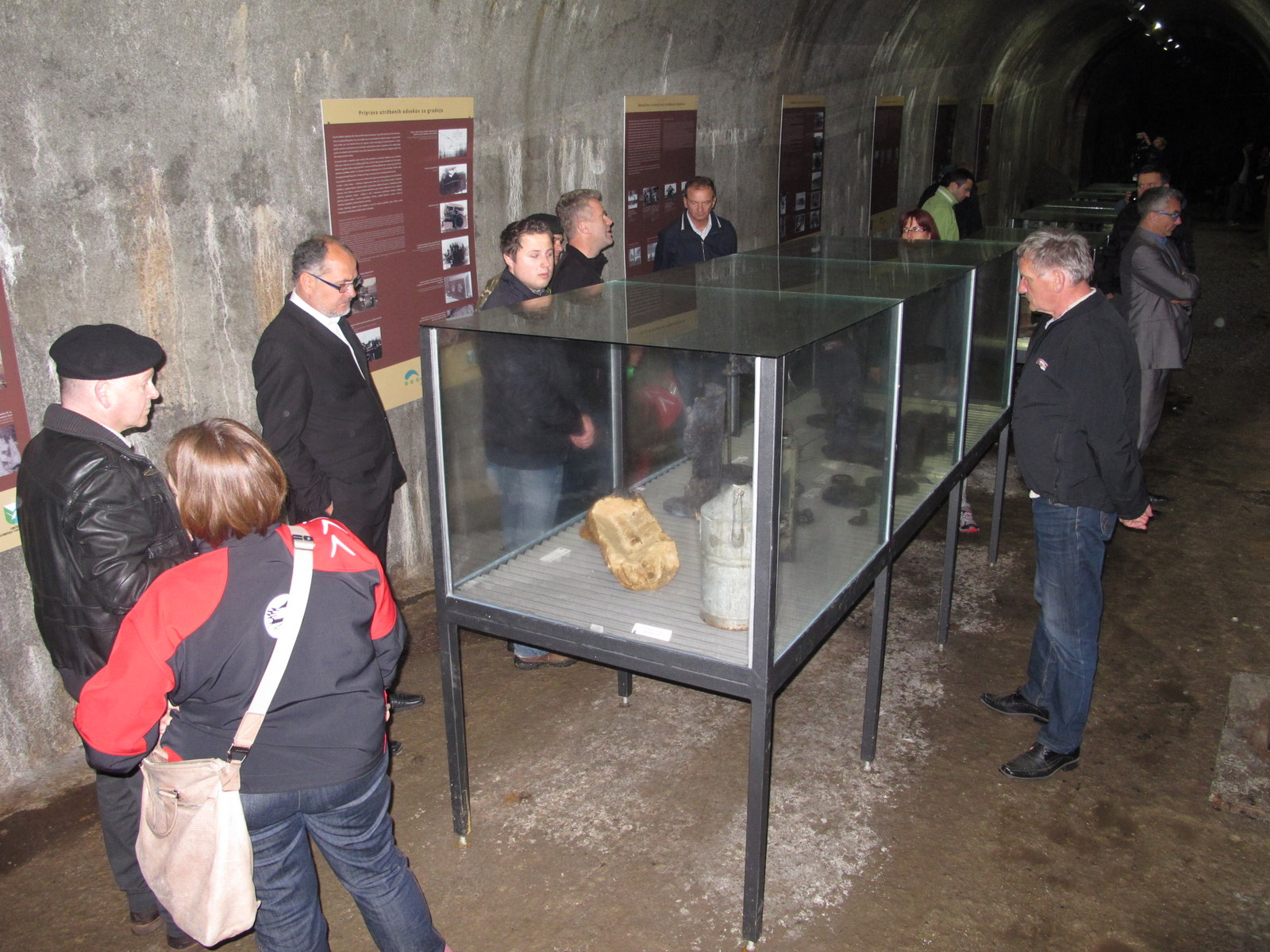
Podzemí tvrze Goli vrh rekonstruované jako muzeum opevnění

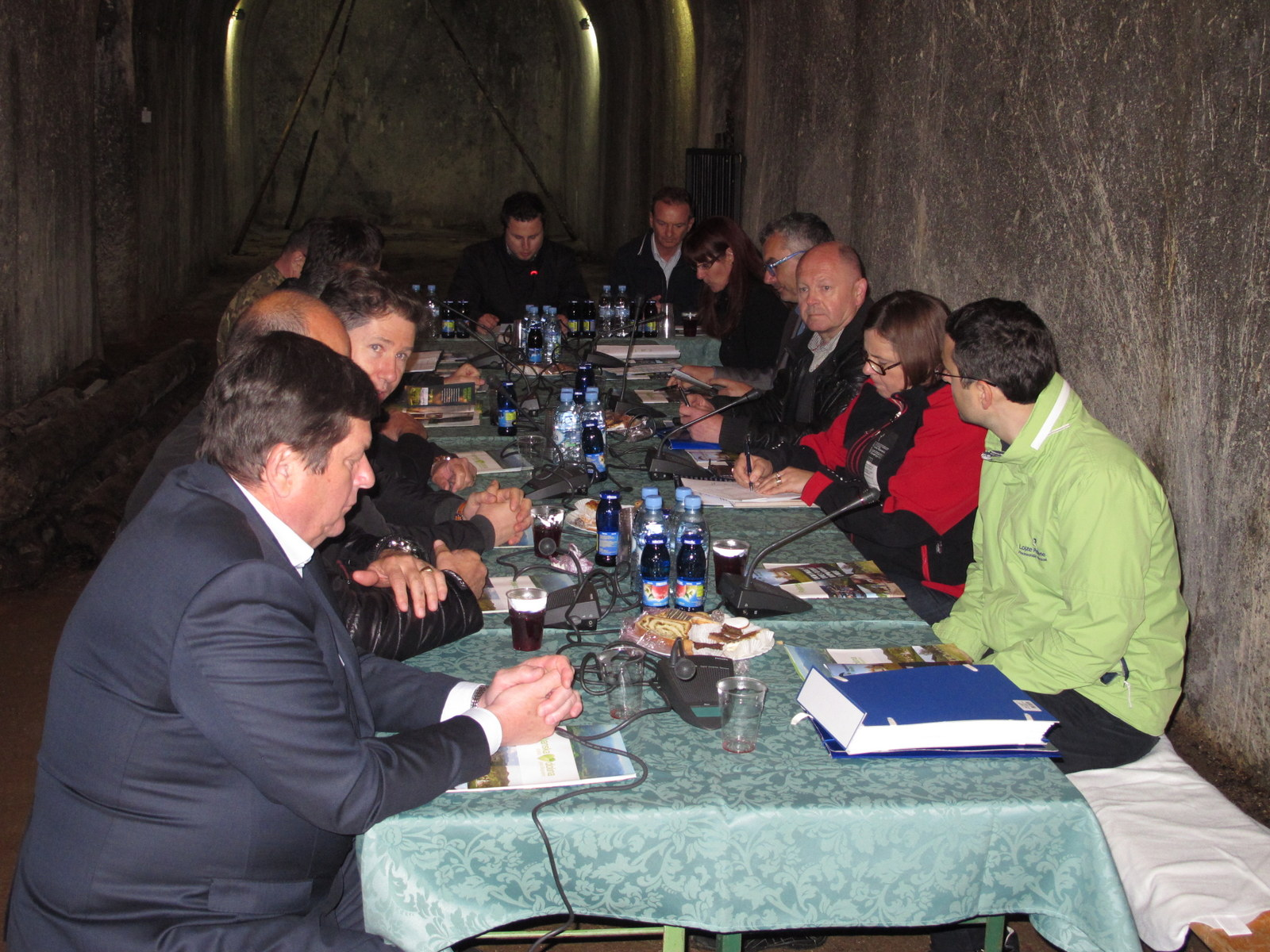
Podzemí tvrze Goli vrh slouží i společenským událostem

Největšími objekty Rupnikovy linie měly být dělostřelecké tvrze. V původní dokumentaci se pro ně používá termín oslonac (což lze přeložit jako opěrný bod), který ale může označovat také opěrné body tvořené soustavou samostatných objektů, jako je například hora Blegoš.  
Skutečné dělostřelecké tvrze se plánovaly pouze na Západní frontě a to na poměrně malém prostoru mezi Poljanskou dolinou a městem Logatec. Podle původních plánů, zpracovaných převážně v roce 1937, vycházely z dělostřeleckých tvrzí Maginotovy linie a Československého opevnění a měly značně velkorysou koncepci počítající se značným množstvím bojových objektů. Důraz byl kladen zejména na pěchotní sruby, v menší míře měly být využívány dělostřelecké sruby, naopak vzhledem k přílišné konstrukční náročnosti se nepočítalo s výsuvnými a otočnými dělostřeleckými věžemi. Výzbroj pěchotních srubů měly tvořit hlavně 4cm kanóny vz. 36, dvojčata těžkých kulometů vz. 37 a 9cm minomety vz. 38. Zajímavé je, že na rozdíl od Československého opevnění byly tvrzové objekty navrhovány v různých stupních odolnosti podle jejich ohrožení. Typickým znakem podzemí tvrzí je vejčitý profil spojovacích chodeb, které jsou až 360 cm vysoké. Velké podzemní sály mají výšku až 420 cm. 
Celkem se plánovalo sedm dělostřeleckých tvrzí. Stavební práce na nich se slibně rozběhly, zahájit se podařilo stavbu šesti tvrzí (jsou to ve směru od severu na jih tvrze Hlavče Njive, Žirovski vrh, Goli vrh, Sv. Treh Kraljev, Gradišče, Strmica). Po přehodnocení koncepce opevnění byla stavba tvrzí přerušena, následně plány několikrát zredukovány a stavba pokračovala ve značně omezené podobě. Původní počet tvrzových objektů byl seškrtán na pouhé dva nebo tři.
Regulérní pěchotní sruby byly nahrazeny narychlo navrženými jednoduchými bojovými objekty, které konstrukčně vycházejí z malých typových objektů a byly v rychlosti vybetonovány, aby byla zajištěna alespoň nějaká bojová hodnota tvrzí. Hlavní výzbroj těchto objektů tvořily vždy dva těžké kulomety umístěné společně ve dvojité střílně P2 (nejedná se však o kulometné dvojče, ale o dvojici kulometů na samostatných lafetách). Kromě hlavní střílny mají objekty vždy jednu střílnu P3 pro lehký kulomet na obranu týlu objektu a jeden železobetonový zvon se střílnou P3 pro palbu do předpolí. O tom, že se jedná o narychlo vyprojektované provizorní řešení svědčí například průlez atypického trojúhelníkového tvaru mezi horním a spodním patrem a také to, že objekty jsou z podzemí přístupné pouze po stupačkách (přestože šachty, postavené pro původně plánované skutečné pěchotní sruby, mají schodiště až těsně pod úroveň spodního patra objektu). Podle historika Aleše Zelenky tyto provizorní tvrzové objekty s ohledem na viditelnost, zranitelnost, nákladnost výstavby a slabou výzbroj nedávají moc velký vojenský smysl, ale jejich výstavba pokračovala až do samého začátku války, pravděpodobně kvůli osobní iniciativě generála Rupnika.
Tvrze zůstaly v různém stupni rozestavěnosti, žádnou z nich se nepodařilo dokončit. Tři mají z velké části vybetonované podzemí a schodišťové šachty objektů. Byly postaveny (ale ne zcela dokončeny) celkem tři jednostranné bojové objekty (jeden na tvrzi Hlavče Njive a dva na tvrzi Goli vrh).

##### Hlavče Njive
Tvrz Hlavče Njive leží na kótě 711 m v prostoru stejnojmenné osady Hlavče Njive severně od obce Gorenja Vas (vchod 46°7′18″ s. š., 14°7′57″ v. d.) a měla krýt pravé křídlo pevnostního uzávěru Trata. Její hlavní galerie měří 120 metrů. Měla mít podle finálního projektu (po redukci původních velkorysejších plánů) dva bojové objekty. Chybějící tvrzové dělostřelectvo měl nahrazovat izolovaný dělostřelecký srub v týlu tvrze. K tvrzi měla patřit také izolovaná dělostřelecká pozorovatelna blízko osady Dolenje Brdo. Bylo kompletně vybetonováno podzemí včetně schodišťových šachet k oběma objektům. Z nich byl ovšem postaven pouze pravý provizorní bojový objekt s výstřelem směrem na Blegoš, levá šachta byla později zakryta betonovou deskou. Vchodový objekt také nebyl postaven, ale hlavní galerie byla vybetonována až k prostoru vchodu, kde dnes tvoří vstup připomínající portál železničního tunelu.
Bojový objekt tvrze Hlavče Njive se v poválečném období stal terčem zkušebního ostřelování, které prokázalo, že jeho 100-170 cm silné stěny neměly příliš velkou odolnost a byly snadno prostřeleny kumulativními náložemi.

##### Žirovski vrh (Hrastov grič)
Tvrz, v české literatuře označovaná jako Žirovski vrh, ale podle slovinských zdrojů zámá spíše jako Hrastov grič, se nalézá na kótě Hrastov grič (886 m) v blízkosti osady Žirovski Vrh Svetega Antona (hlavní vchod 46°4′43″ s. š., 14°7′29″ v. d.). Měla mít po redukci původních plánů jen tři pěchotní sruby, i tak se však jednalo o největší z budovaných tvrzí Rupnikovy linie. Zajímavostí jsou také dva vchody do podzemí, kromě hlavního vchodového objektu měla tvrz mít ještě pomocný vstup (možná vchod pro osádku podobně jako u tvrzí Maginotovy linie). I po redukci plánů činila délka podzemních prostor asi 700 metrů. Tvrz má z velké části vybetonované podzemí a schodišťové šachty ke všem plánovaným objektům, některé sály ale zůstaly ve fázi výlomu. Žádný povrchový objekt nebyl vybetonován, byly provedeny pouze jejich výkopy, do nichž ústí schodišťové šachty a obě vstupní galerie. 17. března 2011 byla tvrz Žirovski vrh (Hrastov grič) prohlášena za kulturní památku.
Tvrz převzal do své péče místní turistický oddíl, který uzavřel vstupy a zabezpečil otevřené schodišťové šachty. Dnes je z obce Gorenja Vas na Hrastov grič vyznačená naučná stezka. Podzemí tvrze je uzamčené a přístupné pouze s průvodcem.

##### Goli vrh
Tvrz Goli vrh leží v prostoru stejnojmenné kóty 962 m a v blízkosti stejnojmenné osady Goli Vrh, v nejvyšší části masivu Žirovski vrh (vchod 46°2′44″ s. š., 14°10′36″ v. d.). Je z tvrzí Rupnikovy linie nejdokončenější. Hlavní galerie má délku 200 m a je doplněna poměrně rozsáhlým systémem podzemních sálů v hloubce kolem 25 metrů, které naznačují, že se plánoval větší počet bojových objektů, nakonec se však plán zredukoval na pouhé dva. Podzemí bylo téměř celé vybetonováno, ale v části hlavní galerie byla provedena jen základní betonáž a poslední část o délce 6,5 m k místu plánovaného vchodového objektu zůstala jen vyražená. V podzemí je vyvýšená část přístupná krátkým schodištěm, ve které jsou umístěny dva betonové rezervoáry na vodu.
Oba dva provizorní bojové objekty byly postaveny (na rozdíl od objektu na tvrzi Hlavče Njive u nich ale nebyly dokončeny železobetonové zvony). Nebyly ale provedeny žádné povrchové úpravy, takže objekty stojí ve svém výkopu a celý malý diamantový příkop před střílnou hlavních zbraní vyčnívá z objektu nad současnou úrovní terénu. Objekty jsou s podzemím spojeny schodišťovými šachtami o 124 schodech.  
Vyrubaný úsek u vchodu se někdy v letech 1953-1956 po propadnutí dřevěných opor zavalil. Následujících několik desítek let bylo podzemí přístupno jen skrze střílny P2 v bojových objektech. Díky tomu se v podzemí zachovalo množství památek na výstavbu v podobě stavebních nástrojů a materiálu, které byly opuštěny po přerušení stavby v roce 1941.
Po roce 2000 byly střílny P2 v bojových objektech uzamčeny a tvrz příležitostně zpřístupněna zájemcům jako muzeum. 17. března 2011 byla tvrz Goli vrh prohlášena za kulturní památku. V roce 2011 byl opětovně vykopán původní vchod do podzemí a vstupní štola znovu zprovozněna. Tvrz tak funguje jako muzeum Rupnikovy linie přístupné s průvodcem, v podzemních sálech je expozice zachovalých památek z doby výstavby tvrze, ale sály jsou také využívány pro kulturní události, jako netradiční konferenční místnosti, nebo pro různé zážitkové aktivity.

##### Sv. Treh Kraljev
Tvrz Sv. Treh Kraljev se nachází v prostoru stejnojmenného vrchu s kostelem sv. Tří králů o nadmořské výšce 884 m(vchod 46°0′40″ s. š., 14°10′24″ v. d.). Měla být největší tvrzí Rupnikovy linie. Podle původních plánů z roku 1937 mělo jít o obrovskou tvrz, počtem objektů srovnatelnou s největšími tvrzemi Maginotovy linie; měla mít čtrnáct pěchotních srubů, jeden dělostřelecký srub (pro tři čs. 10cm houfnice Škoda) a dva vchodové objekty. Délka podzemních galerií měla činit přes 2000 metrů, hlavní galerie ve tvaru kříže obsluhovaly bojové objekty rozdělené do čtyř sektorů a míjely se ve dvou výškových úrovních, které byly spojeny svážnicemi. Roku 1939 byl plán přepracován na osm bojových objektů a v roce 1940 ve finálním projektu zbyly jen dva pěchotní sruby, vchodový objekt a pomocný vstup (možná uvažován jako třetí bojový objekt).  
Ze stavby tvrze se podařilo pouze vyrazit hlavní galerii (včetně 67 metrů dlouhé svážnice), chodby k objektům a jejich šachty a pomocný vstup. Nebyly ale vyraženy žádné místnosti ani sály a vůbec nebyla zahájena betonáž. Tvrz má podzemí i šachty objektů kompletně vyražené, ale nebyla zahájena betonáž. Na povrchu je k vidění pouze vstupní štola u silnice a šachty pro dva pěchotní sruby, z nichž jedna je částečně zasypána odpadky. Podzemí je přístupné, ale kvůli hrozícím závalům nebezpečné.
Při ražbě hlavní galerie byla také odkryta jeskyně sv. Třech králů – více než kilometr dlouhý a 70 metrů hluboký přírodní jeskynní systém.

##### Gradišče
Tvrz Gradišče ležela v blízkostí vesnice Rovte, podle původních plánů měla být tvořena čtyřmi skupinami objektů, po úpravě roku 1940 měla mít šest objektů. Nakonec bylo podle dostupných informací vyhloubeno jen několik (asi pět) schodišťových šachet přístupných samostatnými vstupními podzemními chodbami. Dnes jsou buď zasypané nebo zatopené vodou, vstupní chodby jsou zavalené. Pouze u jedné z nich se podařilo zahájit betonáž a šachta je dnes zakryta betonovou deskou.

##### Strmica
Tvrz Strmica se nacházela na stejnojmenném vrchu (626 m) jižně od obce Jerinov Grič. Podle návrhu z roku 1937 měla mít šest bojových objektů a jeden vchodový. Počet bojových objektů byl později zredukován na tři. Podzemí bylo zřejmě vyražené v plném rozsahu, betonáž podzemí buď nebyla zahájena vůbec nebo jen v malém rozsahu. Dnes jsou všechny šachty i štoly zavalené a zasypané, takže přesný stav výstavby není jistý. Lokalitu tvrze Strmica po válce používala Jugoslávská lidová armáda pro radiovou stanici, přičemž novodobými stavbami zahladila mnoho stop po výstavbě tvrze. Později sloužila lokalita jako vojenské cvičiště Slovinské armády.